# Freilicht-Dampflokomotiven-Museum Reșița
Das Freilicht-Dampflokomotiven-Museum Reșița (rumänisch: MLA – Muzeul locomotivelor cu abur din Reșița) ist ein Verkehrsmuseum im Stadtteil Triaj von Reșița (deutsch Reschitza) in Rumänien.
In einem Park sind 16 historische Dampflokomotiven ausgestellt, sowohl in Reșița konstruierte als auch die wichtigsten in Lizenz produzierten deutschen und österreichischen Modelle. Damit gibt das Museum nicht nur einen Überblick über die rumänische, sondern ansatzweise auch über die deutsche und österreichische Dampflokomotiven-Geschichte.
Wichtigstes Exponat im Zentrum des Museums ist die „RESICZA“ aus dem Jahr 1872 als erste auf dem Gebiet des heutigen Rumänien bzw. in ganz Osteuropa gebaute Lokomotive.
Nach eigenen Angaben des Museums ist die ganzjährig frei zugängliche Ausstellung das größte derartige Freilichtmuseum Europas. Es wurde 1972 eröffnet und wird von der Stiftung Fundația Uzinele de Fier și Domeniile Reșița – UDR (deutsch: Stiftung der Eisenwerke und Domänen Reșița) betrieben.
13 der 16 ausgestellten Lokomotiven stammen aus Reșița, dem ehemaligen Zentrum des zunächst österreichisch-ungarischen und späteren rumänischen Lokomotivbaus. Zwei Loks wurden in Wien und eine in Budapest gebaut.

## Gründung und Entwicklung
Das Museum wurde von Ingenieur Mircea Popa, dem damaligen Direktor der Lokomotivfabrik in Reșița, 1970 initiiert und gegründet. Die Einweihung erfolgte am 29. April 1972 anlässlich des 100-jährigen Jubiläums des Lokomotivbaus in Reșița, wo von 1872 bis 1964 insgesamt 1491 Dampflokomotiven produziert wurden, bevor die Produktion auf Diesel- und Elektrolokomotiven umgestellt wurde. Im Jahr 2004 wurde das Museum in die rumänische Liste historischer Denkmäler (LMI) aufgenommen (Code: CS-II-a-A-10905).

## Träger
Das Museum wurde nach seiner Gründung 1972 zunächst vom Lokomotivhersteller UDR und nach der Wende ab 1991 von der UCMR (Uzina Constructoare de Mașini Reșița), einem seiner beiden Nachfolgeunternehmen, geführt. Die UCMR vernachlässigte jedoch die Pflege des Museums, so dass es Anfang der 2000er Jahre in einem schlechten, sehr sanierungsbedürftigen Zustand war.
In dieser Situation legte 2009 der Präsident-Generaldirektor der UCMR, Adrian Chebuţiu, zusammen mit dem Chefökonomen, Adrian Coriolan Preda, dem Verwaltungsrat und der Aktionärsversammlung ein Sanierungskonzept vor. Das Konzept versprach, entsprechende EU-Fördermittel einzuwerben. Die Umsetzung sollte durch den von Chebuţiu gegründeten und geleiteten UDR-Verein (Asociației Uzinele de Fier și Domeniile Reșița) erfolgen.
Am 27. April 2010 schloss das Unternehmen UCMR, vertreten durch Adrian Coriolan Preda, einen Schenkungsvertrag mit dem UDR-Verein, vertreten durch Adrian Chebuţiu. Durch diesen Schenkungsvertrag gingen alle Dampflokomotiven, die zum Zeitpunkt der Museumsgründung 1971 rumänienweit aufzufinden waren, in den Besitz des Vereins über. Grundlage der Schenkung ist ein auf den 4. August 2009 datierter gefälschter Verwaltungsratsbeschluss der UCMR vom 4. August 2009 (Nr. 96/04.08.2009).
2011 löste der inzwischen ehemalige Chef des Unternehmens UCMR den UDR-Verein mittels gefälschter Dokumente auf. Nachfolger des UDR-Vereins wurde die von seiner Ehefrau Lăcrămioara Chebuţiu geleitete UDR-Stiftung (Fundația Uzinele de Fier și Domeniile Reșița – UDR), der damit alle Lokomotiven gehören. Nachdem Herr Chebuţiu die Mitgründer aus dem Stiftungsrat entfernt hatte, wurde die Stiftung vollständig von ihm beherrscht. Im Ergebnis hatte der Werksdirektor sich damit selbst Werksvermögen geschenkt.
Ab 2013 ermittelte die rumänische Antikorruptionsbehörde DNA (Direcția Națională Anticorupție) aufgrund einer Anzeige der Steuerprüfbehörde ANAF gegen die Chebuţius und Adrian Preda wegen der schon rechtswidrigen Übertragung der Exponate des Dampflokmuseums an den UDR-Verein und der gefälschten Dokumente zur Übertragung der Lokomotiven vom Verein an die Stiftung. Das Ehepaar Chebuţiu, ehemaliger Chef und ehemalige Werkssprecherin, wurde zusammen mit dem ehemaligen Chefökonomen Preda zu einer fünfjährigen Gefängnisstrafe verurteilt. Deren Vollzug wurde lediglich für Frau Chebuţiu ausgesetzt, weil sie inzwischen Zwillinge geboren hatte.
Aufgrund der Insolvenz einer Chebuţiu-Firma (SC Hydroengeneering SA) kam die für seine Schulden haftende UDR-Stiftung in finanzielle Schwierigkeiten. 2016 wurde eine der Lokomotiven (CFR 150.038) von einem Gerichtsvollzieher gepfändet. In der Folge stand der Verkauf der Lokomotive mehrfach kurz bevor und es wurde befürchtet, dass die Chebuţius weitere der historischen Loks zu Geld machen würden.
Der 2016 neu gewählte Bürgermeister von Reșița, Ioan Popa, erklärte die Übernahme des Dampflokmuseums zu einer seinen Prioritäten. 2019 gelang es der Stadtverwaltung, den Besitz am Grundstück des Freilichtmuseums zu erlangen und damit die Voraussetzungen für dessen vollständige Übernahme zu schaffen.

## Herkunft der Lokomotiven
Die Lokomotiven stammen sowohl von privaten (Industrie-)Bahnen als auch von der ungarischen Bahn in Rumänien (CFU = Căile Ferate Ungare în România) sowie den ehemals drei rumänischen Staatsbahnen CFR, CFF und CFI/CFU. Die heute einzige staatliche rumänische Bahngesellschaft CFR (Căile Ferate Române) hatte lange Zeit auch zwei Schwestergesellschaften: die der Forstverwaltung unterstehenden Waldbahnen CFR (Căile Ferate Forestiere) sowie die CFI (Căile Ferate Industriale) bzw. CFU (Căile Ferate Uzinale) als Betreiberin der verstaatlichten Industriebahnen.

## Exponate
Liste der ausgestellte Dampflokomotiven:
1. „RESICZA“ – Rumäniens erste Lokomotive
2. „PRINCIPESA ELENA“ – Erste in Reșița konstruierte Lok
3. CFF 704.209 – Wiener Heeresbahn-Lokomotive, Modell 3.01–24
4. CFF 764.001 – Waldbahnlok, Modell 764.4–REȘIȚA
5. CFF 764.103 – Waldbahnlok, Modell 764.4–REȘIȚA
6. CFF 764.493 – Werkslok, Modell 764.4–REȘIȚA
7. CFF 704.404 – Waldbahnlok, Modell „Anina II“
8. CFU 14 – Industrielok, Modell „Siderurgică“
9. CFU 28 – Industrielok, Modell „MÁV XIVa“, später „MÁV 475“
10. CFU 29 – Industrielok, Modell „Siderurgică“
11. CFR 50.025 – Nachbau der österreichischen „kkStB 80“
12. CFR 230.128 – Lizenznachbau der „Preußischen P8“
13. CFR 142.072 – Lizenznachbau der österreichischen „BBÖ 214“
14. CFR 50.378/50.115 – Lizenznachbau der deutschen „G 10“
15. CFR 131.003 – Letzte rumänische Eigenentwicklung
16. CFR 150.038 – Lizenznachbau der deutschen „DR 50“

Seit 2022 gibt es Pläne, zwei weitere Dampflokomotiven ins Museum zu holen, die CFR 150.282 als letzte 1960 in Reșița gebaute Dampflokomotive dieser Serie und die 1933 produzierte CFR 230.132, den ersten Lizenz-Nachbau einer preußischen P8.

### „RESICZA“ – Rumäniens erste Lokomotive

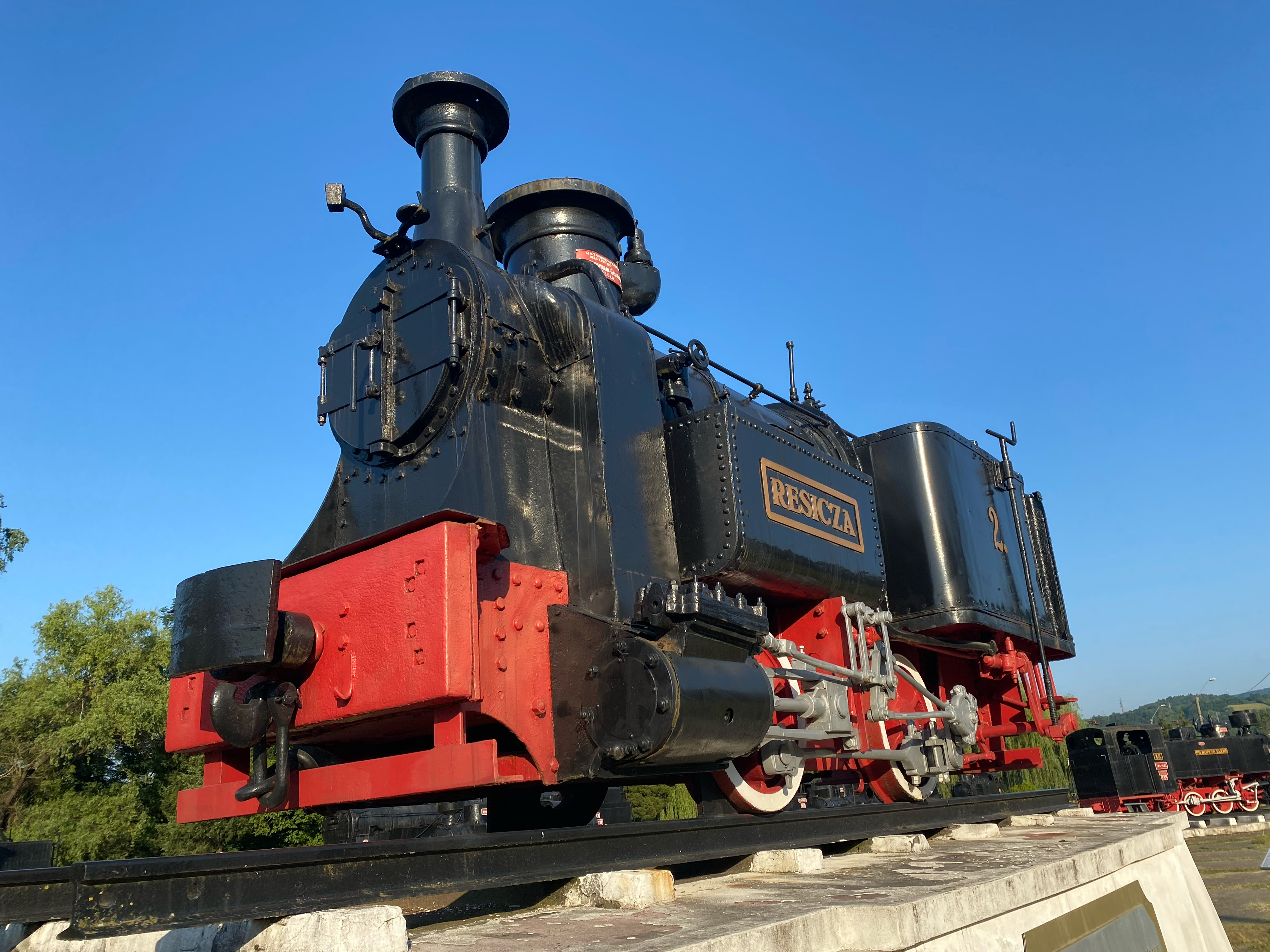
RESICZA – Erste hier gebaute Lok

Das wichtigste und entsprechend prominent präsentierte Exponat ist die „RESICZA“. Sie wurde 1872 als erste südosteuropäische Lokomotive in Reșița produziert. Die Beschriftung im Museum weist sie als erste in Rumänien gebaute Dampflokomotive aus. Allerdings gehörten Reșița und die Region Banat 1872 noch nicht zu Rumänien, sondern erst ab 1920. Insofern muss von der ersten auf dem Gebiet des heutigen Rumänien gebauten Dampflokomitve gesprochen werden, die allerdings eindeutig den Beginn des Reșițaner und damit des späteren rumänischen Lokomotivenbaus markiert.

#### Wiener Haswell-Lok „SZEKUL“ als Vorlage
Der damalige Leiter der Wiener StEG-Lokomotivenfabrik, John Haswell, hatte eine spezielle Lokomotive für den Betrieb in Tälern mit engen Kurvenradien konstruiert. Diese so genannte Haswell-Lokomotive mit dem Namen „SZEKUL“ wurde in einer aufwändigen Aktion von Wien nach Reșița verbracht: zunächst per Schiff über die Donau von Wien bis zum Donauhafen Baziaș, dann über die 1854 fertiggestellte Schienenstrecke von Baziaș nach Oravița und schließlich auf einem von 36 Ochsen gezogenem Wagen von Oravița nach Reșița.
Mit der SZEKUL wurde 1871 erstmalig der Dampflokomotivbetrieb im Banat aufgenommen. Gleichzeitig diente sie als Muster des Typs Bt-n2, nach dessen Vorlage 1872 die „RESICZA“ sowie 1873 die Schwestermodelle „BOCSAN“ und „HUNGARIA“ produziert wurden. Die HUNGARIA wurde 1873 nach Wien gebracht und auf der dortigen Weltausstellung 1873 präsentiert. Sie wurde später auf der Budapester Millenniumsausstellung 1896 als die erste jemals „in Ungarn mit ungarischen Rohstoffen gebaute Dampflokomotive“ präsentiert.
Die weiteren sechs bis 1918 in Reșița hergestellten Loks trugen keinen Namen mehr und waren andere Typen: vier vom Typ D-n2 (Modell StEG 54 Orient) in den Jahren 1884, 1894 und 1898 sowie zwei vom Typ Ct-n2 (Modell StEG 123) in den Jahren 1894 und 1898.

#### Betrieb der „RESICZA“

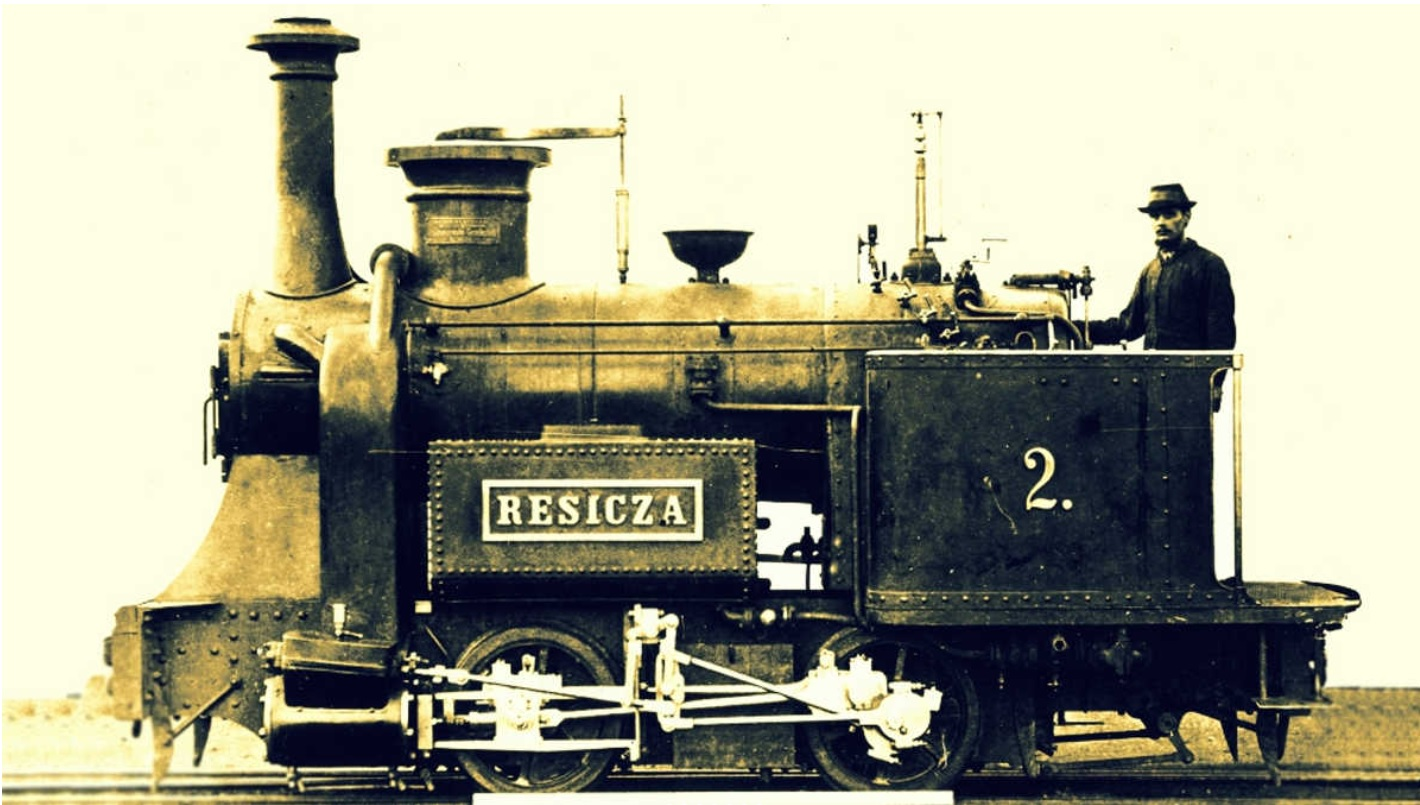
RESICZA im Betrieb

Die „RESICZA“ als sogenannte Haswell-Lok ist die zweite von insgesamt vier Dampflokomotiven der Baureihe StEG 52 mit der Achsfolge Bt-n2. Sie hat eine Spurweite von 948 mm, zwei Achsen und vier angetriebene Räder mit einem Raddurchmesser von 711 mm. Sie ist 4470 mm lang. Der Wassertank hat ein Volumen von etwa 2 m³. Sie hat ein Leergewicht von 9,5 Tonnen und wiegt betriebsbereit 11,5 Tonnen. Zwei Zylinder mit einem Durchmesser von 237 mm verleihen ihr eine Zugkraft von 1125 kgf (historische Angabe „Kraftkilogramm“ für Kilopond, entsprechen 11032 Newton). Ihre zulässige Höchstgeschwindigkeit betrug 11 km/h.
Nach der 1871 aus Wien importierten „SZEKUL“ nahm die „RESICZA“ 1872 als zweite Lokomotive den Betrieb auf der Strecke Reșița–Secu sowie ab dem 3. September 1873 auf der neu fertiggestellten Strecke Resita-Bocsa auf. Sie trug daher ein Schild mit der Aufschrift „2“, das auf alten Fotos zu sehen ist und 1948 verloren ging.
Als erste in Reșița selbst produzierte Dampflokomotive markiert sie den Beginn der rumänischen Dampflokomotiven-Produktion, in deren Verlauf bis 1964 insgesamt 1461 Maschinen in Reșița hergestellt wurden.
Die „RESICZA“ war von 1872 bis zum Jahr 1937 in Betrieb. Nach der Außerdienststellung war sie in Câmpia Turzii für eine unbekannte Zeit als Dampfgenerator in Gebrauch.

#### Die „RESICZA“ im Museum
Nach der Nutzung in Câmpia Turzii galt die „RESICZA“ als verschollen, bis sie 1957 zufällig von Schülern auf einem stillgelegten Gleis nahe der Stadt wiederentdeckt wurde. Sie wurde 1961 zurück nach Reșița gebracht und dort zunächst auf einem Abstellgleis neben der noch in Betrieb befindlichen Lokomotiven-Fabrik präsentiert. Schließlich wurde sie 1972 in den Stadtteil Triaj gebracht, um dort als Hauptattraktion des im gleichen Jahr eröffneten Freilichtmuseums zu dienen.

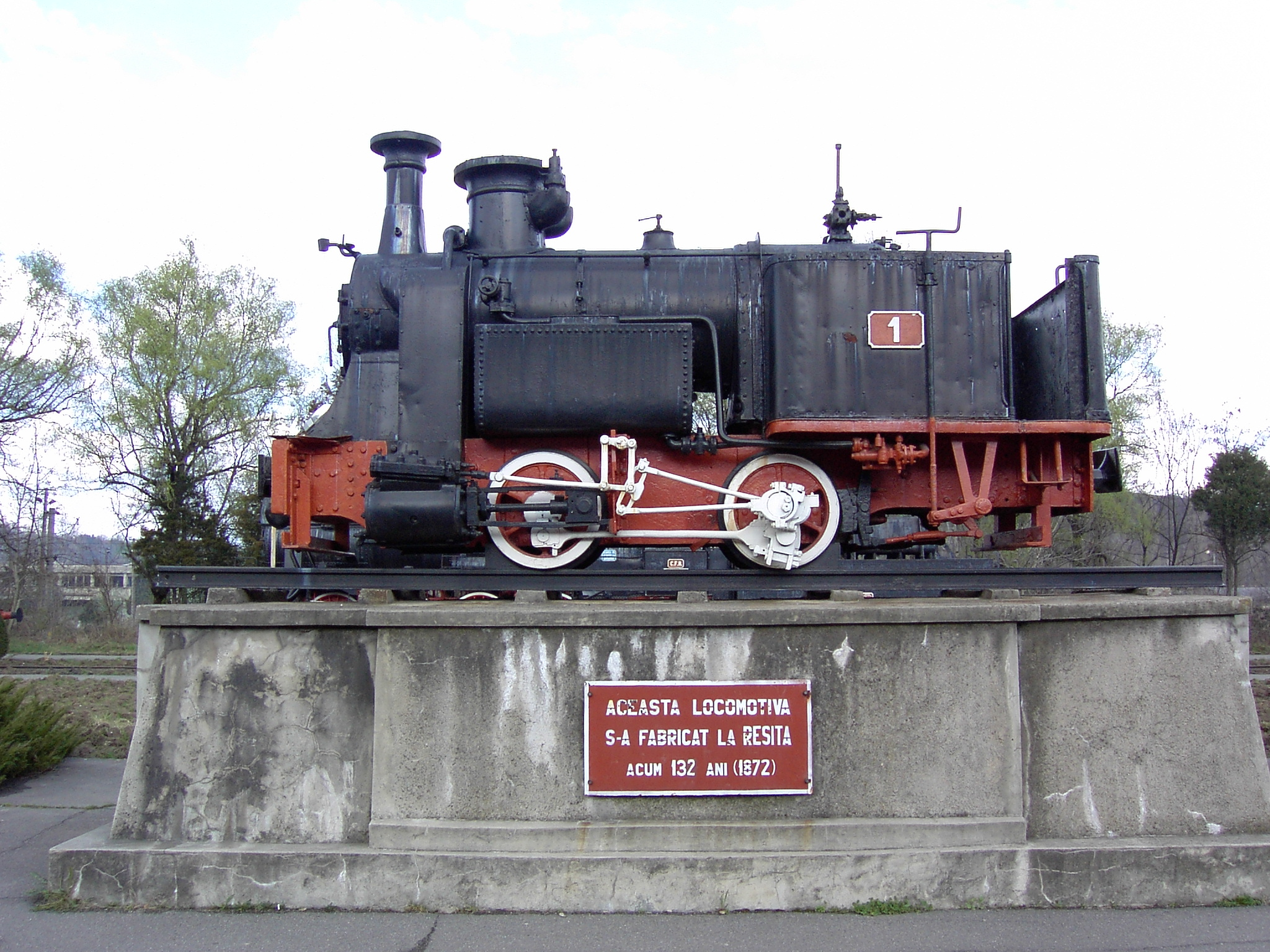
RESICZA mit falscher Ziffer „1“

Zwischenzeitlich wurde das verloren gegangene originale Schild mit der Ziffer „2“ irrtümlich und fälschlich durch ein Schild mit der Ziffer „1“ ersetzt, wie es die „SZEKUL“ als erste in Rumänien eingesetzte Lokomotive getragen hatte. Daher existieren frühe Fotos der im Museum ausgestellten „RESICZA“ mit dem historisch nicht korrekten Schild „1“. Dieses falsche Schild wurde wieder entfernt und im Jahr 2012 durch eine historisch korrekte Nachbildung des Originals mit der Ziffer „2“ ersetzt, so dass die Lokomotive wieder ihrem ursprünglichen Erscheinungsbild entspricht.
Seit der Eröffnung des Museums im Jahr 1972 steht die „RESICZA“ im Zentrum des Freilichtmuseums auf einem Steinsockel. Dieser trug ursprünglich eine Platte mit der Aufschrift „ACESTA LOCOMOTIVA S-A FABRIVAT LA RESITA IN ANUAL 1872“ (deutsch: „Die Lokomotive hier wurde im Jahr 1872 in Resita hergestellt“) und ergänzte die Tafel mit der falschen Ziffer „1“ an der Lok. Die Platte am Sockel wurde ausgetauscht. Nun lautet die Inschrift: „Prima locomotiva cu abur fabricata in Romania, la Resita, in anul 1872“ (deutsch: „Die erste in Rumänien im Jahr 1872 hergestellte Dampflokomotive, aus Resita“).

### „PRINCIPESA ELENA“ – Erste in Rumänien konstruierte Lok

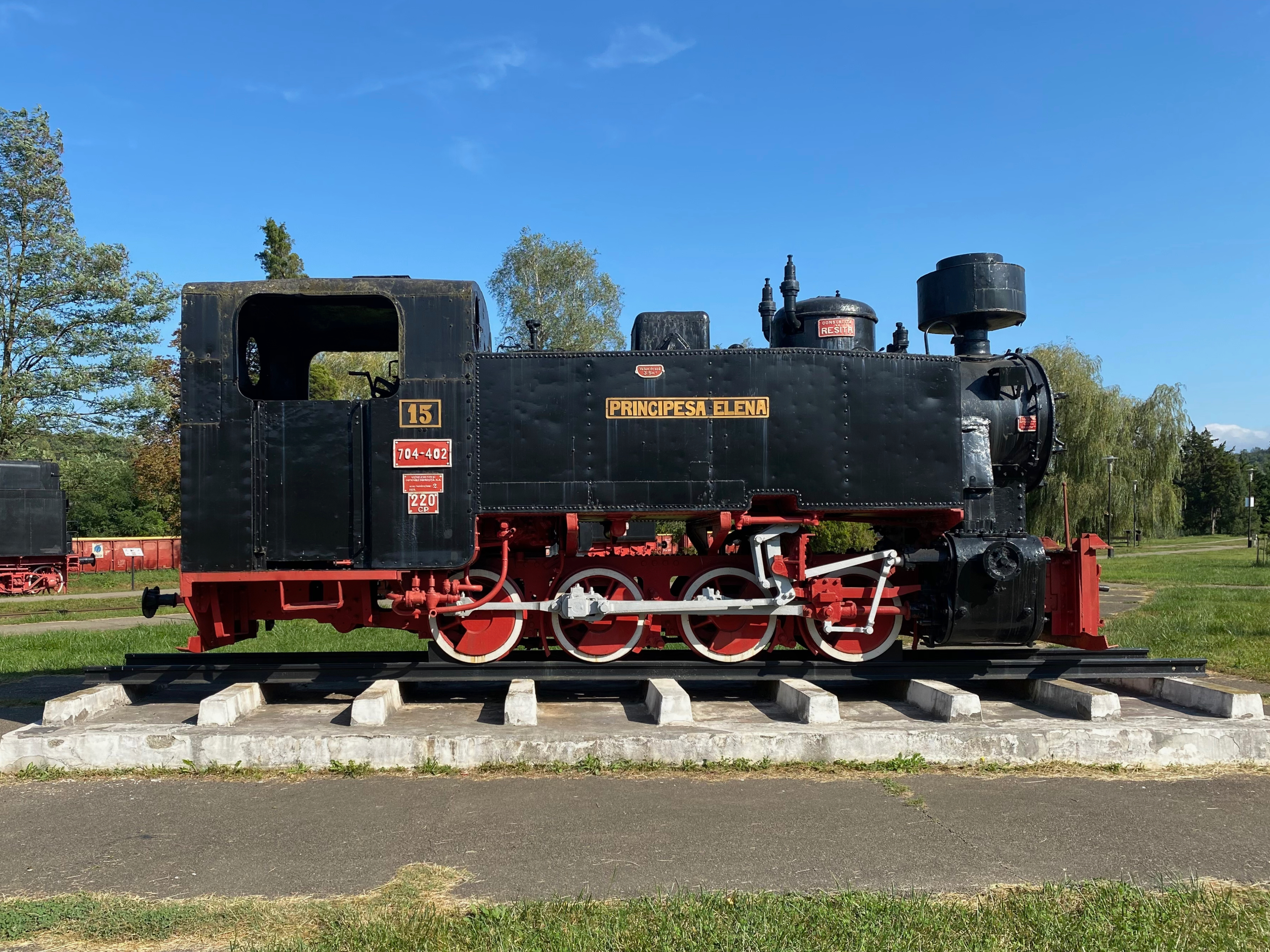
PRINCIPESA ELENA – Erste rumänische Eigenkonstruktion

Die ausgestellte „PRINCIPESA ELENA“ ist die fünfzehnte in Reșița produzierte Lokomotive. Sie ist das zweite gebaute Exemplar aus der ersten in Rumänien selbst entwickelten Baureihe 700. Diese Baureihe wurde in der 1920 in Reșița eröffneten Lokomotiven-Fabrik entwickelt, die im Jahr 1920 aufbauend auf den Werkstätten der StEG als Firma UDR („Uzinele de Fier und Domeniile Reșița (UDR)“) gegründet worden war. Für die engen Täler und größeren Steigungen des Banat konstruierte man eine starke und wendige Lok. Sie hatte einen Kurvenradius von nur 25 Metern. Und sie war mit einem für Schmalspurbahnen ungewöhnlichen, leistungssteigernden Abdampf-Injektor ausgestattet.
Der Bau der PRINCIPESA ELENA erfolgte im Jahr 1925 durch die Firma „Fundația Uzinele de Fier și Domeniile Reșița (U.D.R.)“ unter der Nummer 704.402, nachdem die „PRINCIPELE CAROL“ als erste (704.401) gefertigt worden war.

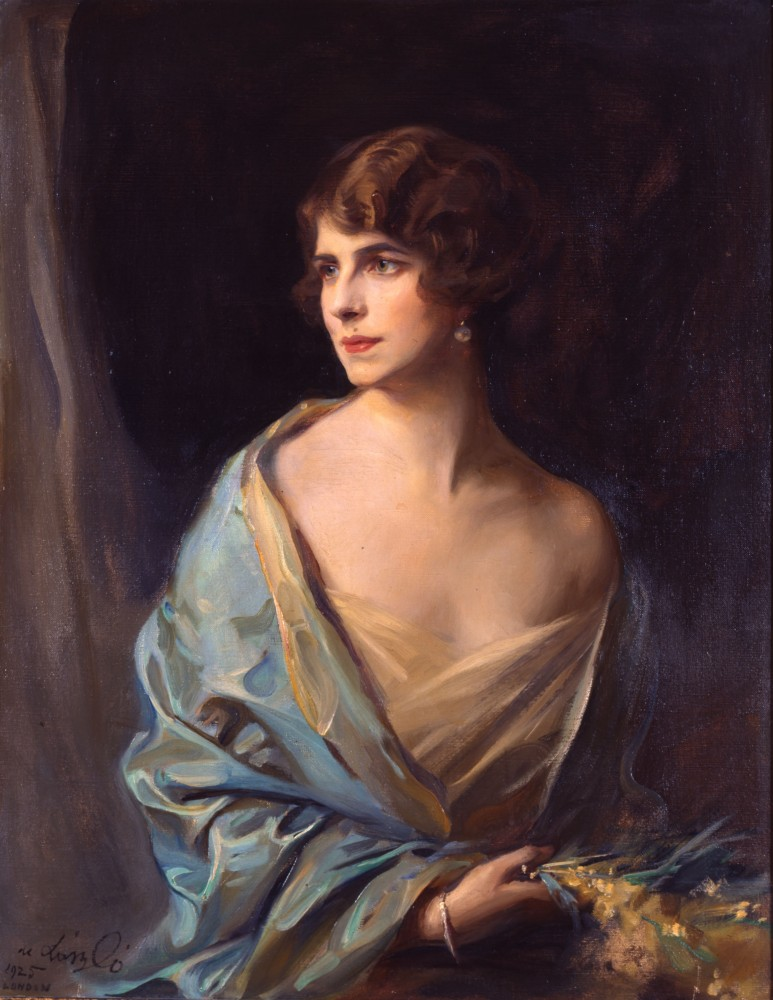
Namensgeberin Prinzessin Helena

Die Namenswahl „Prinzessin Elena“ bezieht sich auf Elena von Griechenland, die Prinz Carol, Rumäniens späterer König Karl II., aus Gründen der Staatsräson heiratete, nachdem seine morganatische Ehe mit „Zizi“ Lambrino vom Obersten Gerichtshof und der Orthodoxen Kirche Rumäniens für nichtig erklärt worden war.
Die „PRINCIPESA ELENA“ ist eine Schmalspurlokomotive mit einer Spurweite von 760 mm. Sie hat vier Achsen mit der Achsfolge Dt-n2 und insgesamt acht angetriebenen Rädern mit einem Raddurchmesser von 720 mm. Sie ist 6082 mm lang und 2800 mm hoch. Ihr Wassertank hat ein Volumen von 3,5 m³ und die Ladekapazität ihres Kohlentenders beträgt 1,1 Tonnen. Sie hat ein Leergewicht von 16,25 Tonnen und wiegt betriebsbereit 22 Tonnen. Ihr Kessel ist mit einem „Friedmanns Abdampf Injektor Klasse LF“ ausgestattet. Der Kessel mit einem Betriebsdruck von 12 atm und zwei Zylinder mit einem Durchmesser von je 326 mm verleihen der Lok eine Leistung von maximal 220 PS und eine Zugkraft von 4830 kgf (historische Angabe „Kraftkilogramm“ für Kilopond, entsprechen 47.366 Newton).
Als Schmalspur-Lokomotive konnte sie enge Kurven mit einem minimalen Radius von 25 Metern befahren. Ihre zulässige Höchstgeschwindigkeit betrug 30 km/h.

### CFF 704.209 – In Wien gebaute Heeresbahn-Lokomotive

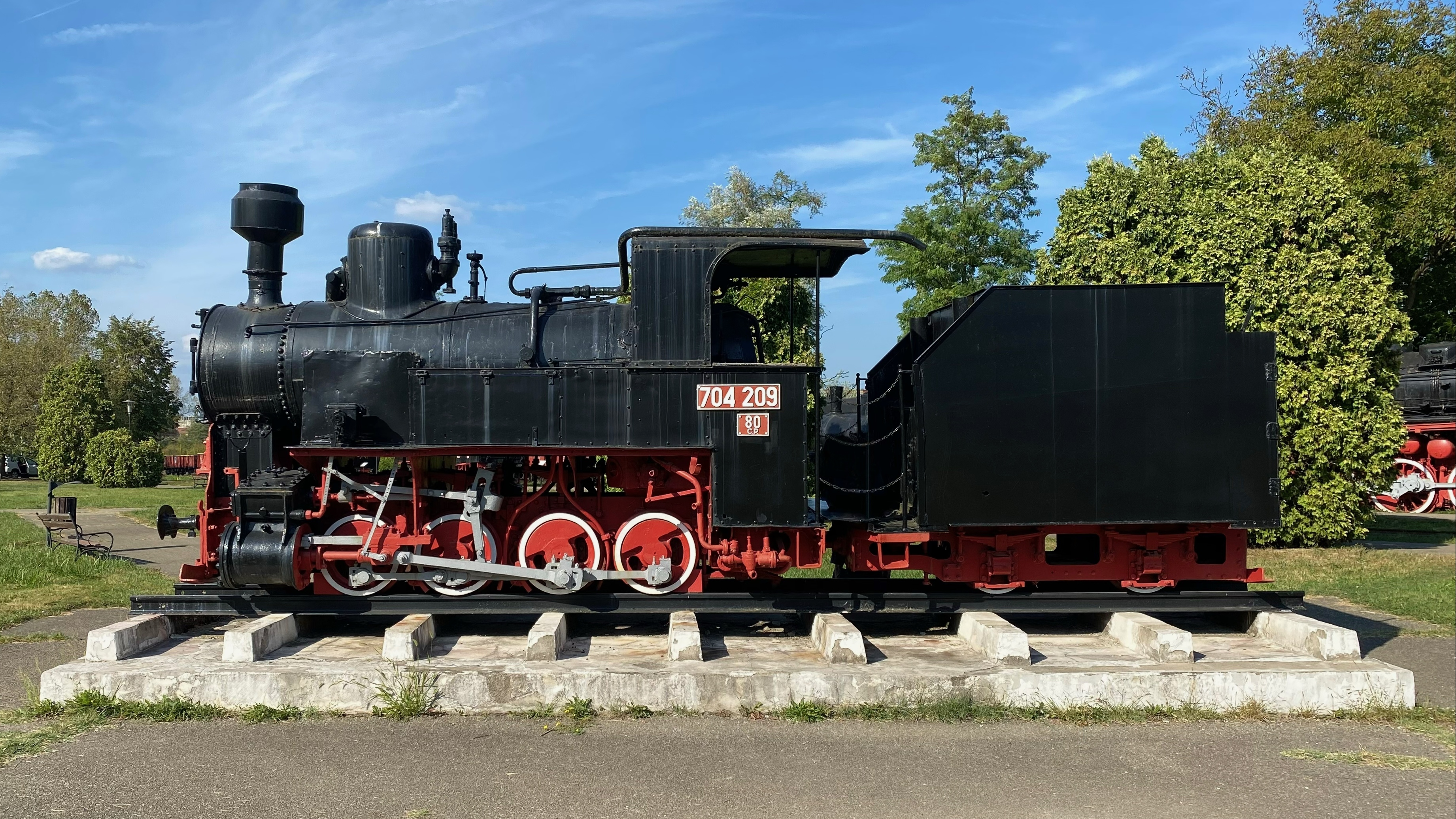
CFF 704.209 – in Wien gebaut

Die ausgestellte Lokomotive CFF 704.209 ist ein in Wien von der StEG gefertigter Nachbau der Österreichischen Heeresbahnreihe 3.01–24. Diese Lokomotiven hatten ursprünglich eine Spurweite von 700 mm, einige wurden aber für die Weiterverwendung auf anderen Gleisen umgespurt. So hat die CFF 704.209 die in Rumänien für Schmalspurbahnen übliche so genannte Bosnische Spurweite von 760 mm. Der im Museum an der Lok befindliche zweiachsige Tender stammt von einer anderen Baureihe.
Die CFF 704.209 wurde zwar 1917 und damit vor der „PRINCIPELE CAROL“ und der „PRINCIPESA ELENA“ (1925) gebaut, ist aber gemäß der Betriebsnummer 704.209 die neunte im Banat eingesetzte Lokomotive der gemischten 700er-Reihe. Sie muss also erst nach 1925 in Rumänien zum Einsatz gekommen sein. CFF steht für „Căile Ferate Forestiere“, Rumäniens Bahngesellschaft für Wald- und Forstbahnen. Die CFF war eine der Forstverwaltung unterstellte, ebenfalls staatliche Schwestergesellschaft der CFR als Rumänischer Hauptstaatsbahn.

### CFF/CFR 764.001 – In Masse produzierte Waldbahn-Lok

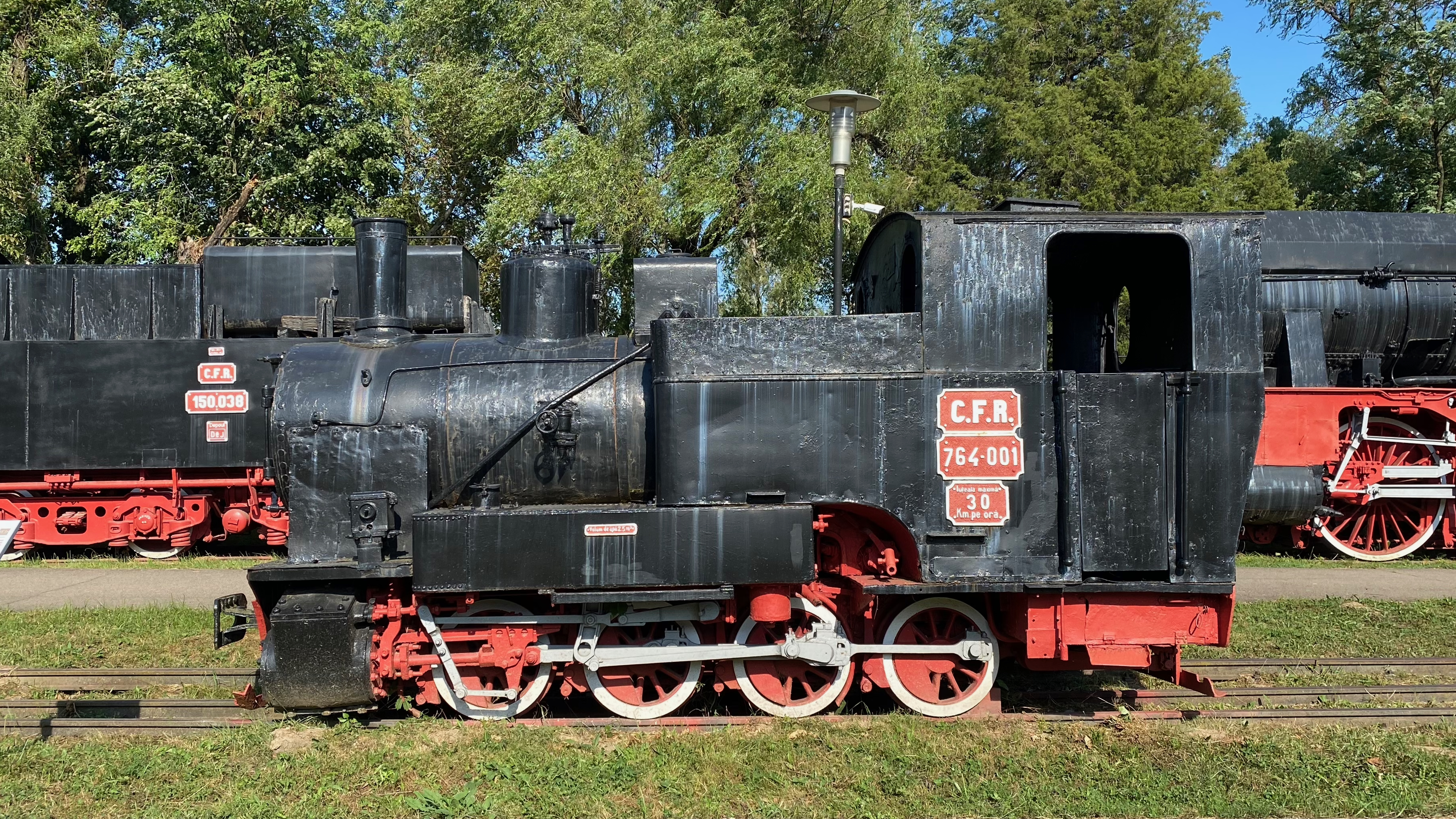
CFF/CFR 764.001 – Waldbahnlok

Die ausgestellte CFF/CFR 764.001 ist eine Lokomotive der Baureihe 70 aus dem Jahr 1952.
Die in Rumänien auf Waldbahnen geschätzten Loks dieses Typs sollten nach dem Zweiten Weltkrieg dem Ausbau der sozialistischen Holzindustrie dienen. Dazu wurde von 1951 bis 1959 das Modell „764-REȘIȚA“ (später „764.4-REȘIȚA“) als vierachsige Tenderlok in der hoher Stückzahl produziert (277 Loks).
Die Loks hatten Klien-Lindner-Achsen und konnten besonders enge Kurvenradien von nur 30 Metern befahren. Mit 150 PS galten sie als leistungsstärkere Weiterentwicklung der weitgehend identischen "ungarischen" Vorläuferlok mit 120 PS Leistung, die allerdings 2 Tonnen leichter war als der rumänische Nachbau.
Die ersten 70er gingen 1952 für die die staatliche rumänische Forstbahngesellschaft CFF in Betrieb. Von 1952 bis 1959 produziert Resita 277 solche Loks (Standard, CAPS, CFF, und CFR), die in Târgu Mureș, Satu Mare, Alba Iulia, Turda und Sibiu stationiert und auch als Werkslokomotiven ausgeliefert wurden. 1933 wurden einige Exemplare mit spezieller Spurweite 600 mm für die Zementfabrik Cernavoda gebaut. Von den 20 im Jahr 1958 an die Volksrepublik China exportierten Loks gehörten zehn zur 70er-Baureihe. (Produktions-Nr. 3022 bis 3031, Tafeln 11/A bis 20/A).
Die im Museum gezeigten Lok 764.101 (Produktions-Nr.: 1312) ging zusammen mit der 764.103 (Produktions-Nr.: 13121314) im Jahr 1952 an MIPIC und wurden dort als MIPIC-001 und MIPIC-002 betrieben.

### CFF/CFR 764.103 – Waldbahn-Schwestermodell

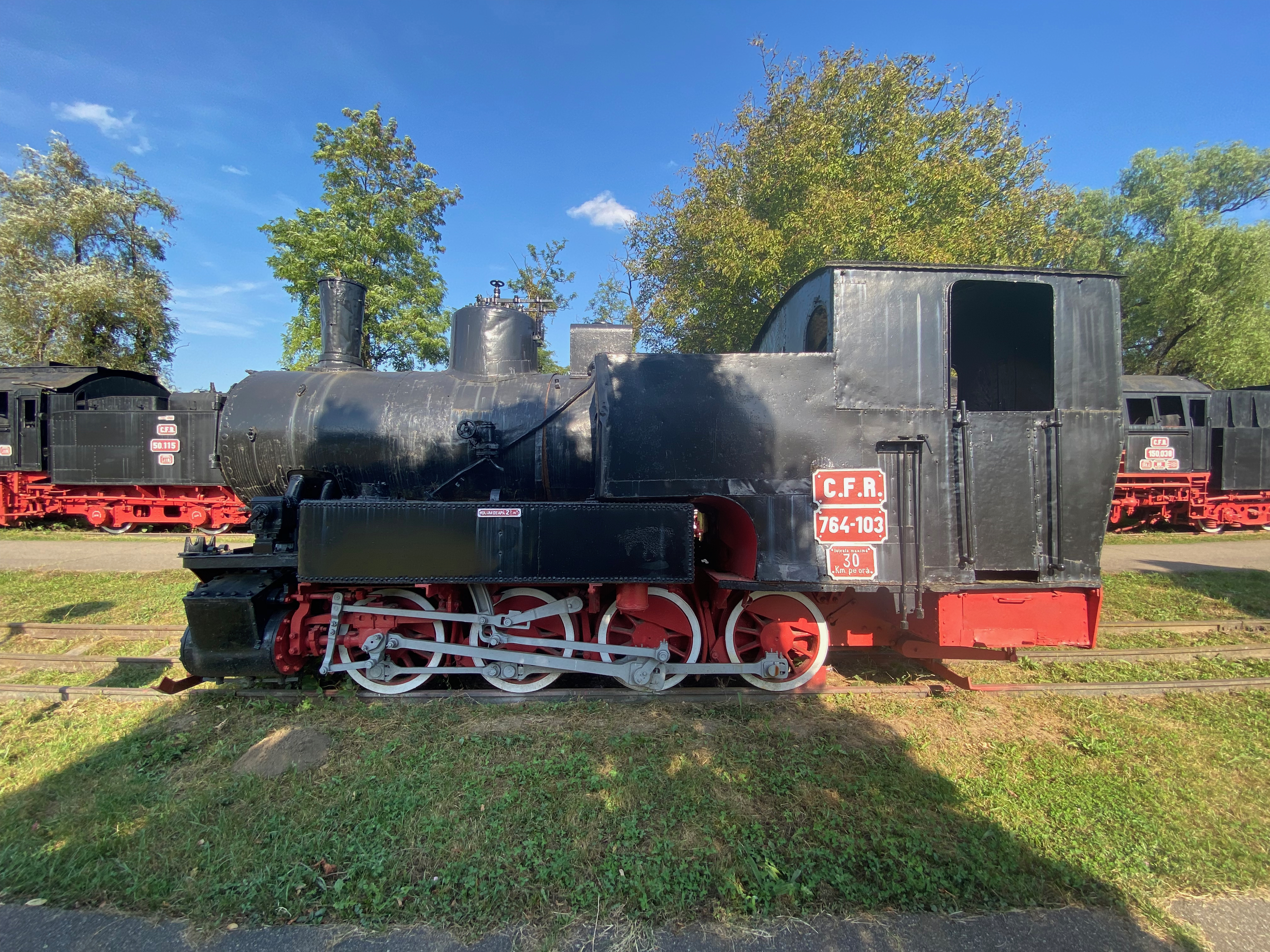
CFF 764.103 – Waldbahnlokomotive

Die im Park des Freilicht-Museums ausgestellte Waldbahn-Dampflokomitive mit der Kennung CFF/CFR 764.103 ist ein Schwestermodell der ebenfalls in der Ausstellung präsentierten CFF 764.001.
Sie wurde im Jahr 1952 gebaut und hat die gleichen technischen Daten. Die Spurweite ist die in Rumänien oft genutzte "Bosnische Spur" von 760 Millimetern. Sie ist 7,10 Meter lang, hat ein Leergewicht von 20,5 Tonnen und wiegt betriebsbereit 25,8 Tonnen, inklusive eines Wasservorrates von 2,5 m³. Ein Kessel mit einem Betriebsdruck von 14 atü liefert über zwei Zylinder mit 320 Millimetern Durchmesser eine maximale Leistung von 150 PS und verleiht der Lok eine Zugkraft von 4473 kgf. Die zulässige Höchstgeschwindigkeit der Lokomotive liegt bei 30 km/h.

### CFF 764.493 – Eine der letzten einer großen Serie

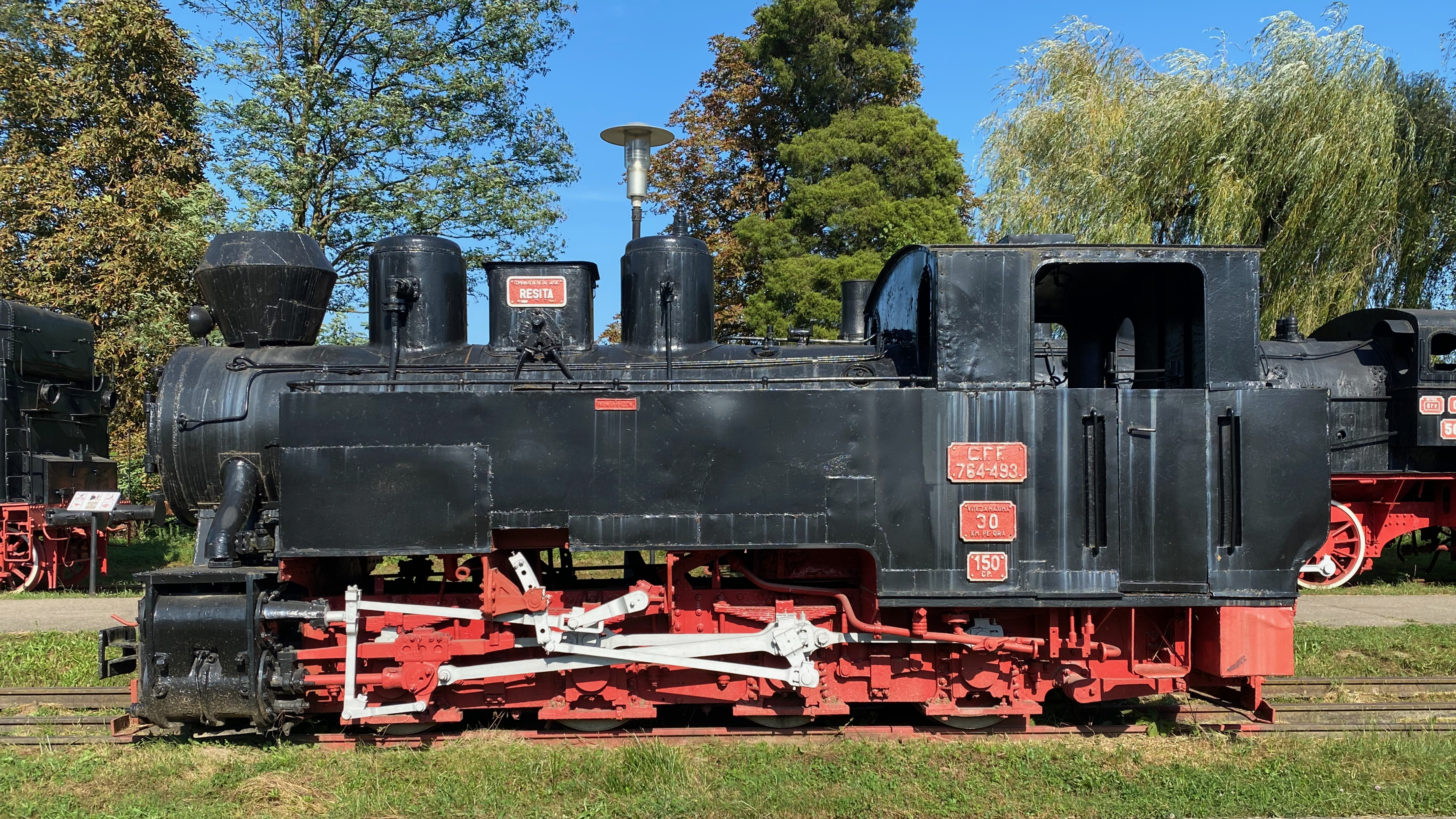
764.493 – Eine der letzten 764er

Die im Museum ausgestellte Lokomotive CFF 764.493 (Bau-Nr. 3057) war eine der letzten in Reșița hergestellten der 764er Baureihe. Sie ging 1959 an das Zementwerk „Victoria Socialistă“ („Sieg des Sozialismus“) in Turda.
Baulich unterscheidet sich diese Lokomotive etwas von den ebenfalls ausgestellten Exemplaren CFF/CFR 764.001 und CFF/CFR 764.002 der gleichen 764er-Serie. Allerdings wird die CFF 764.493 sowohl auf der Infotafel im Park neben der Lokomotive als auch auf der Website des Museums mit den gleichen Leistungsdaten (vor allem mit gleicher Zugkraft von 4473 kgf) ausgewiesen.

### CFF 704.404 – Eine von sechs im Krieg produzierten

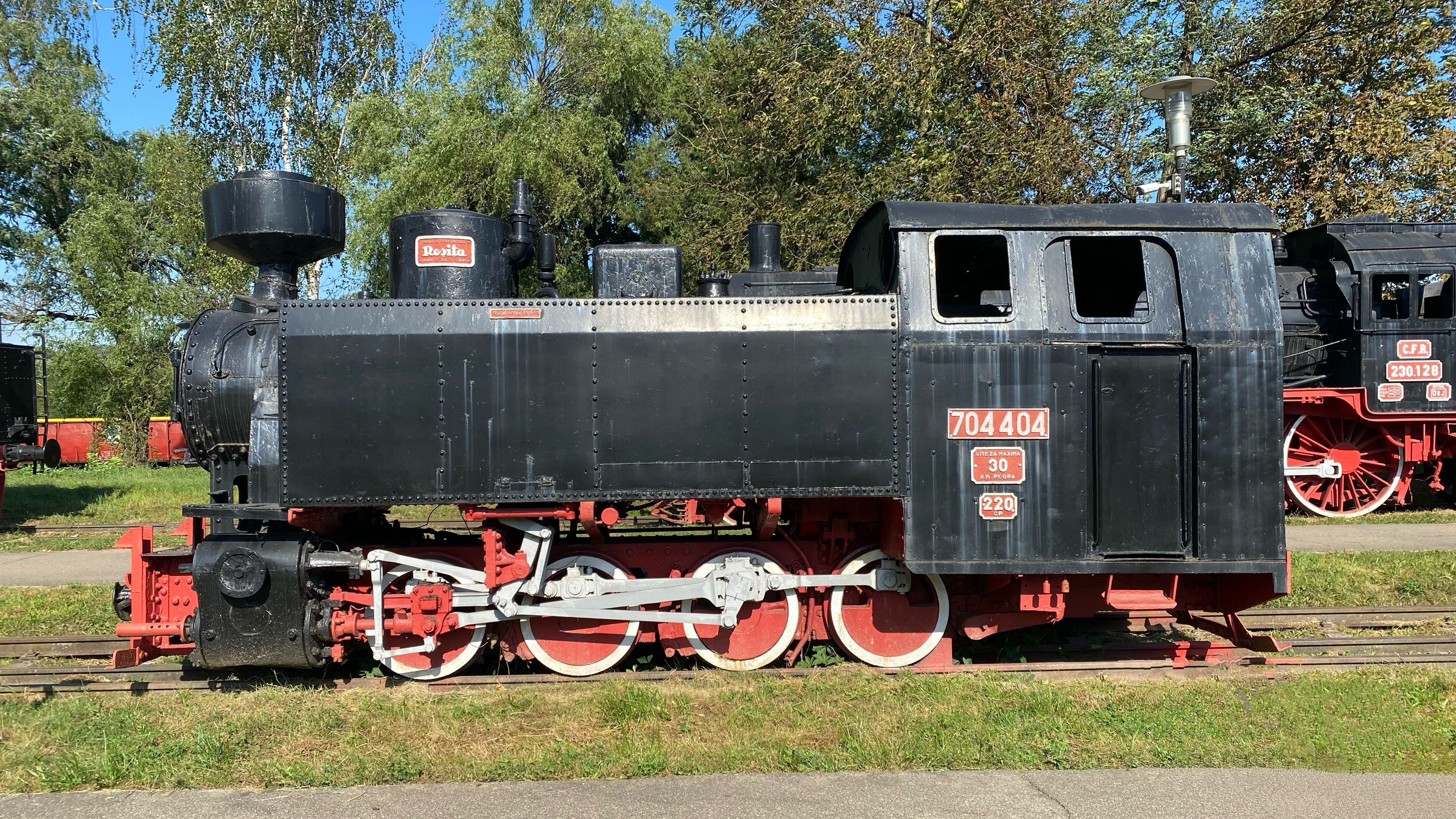
CFR 704.404 – Im Krieg gebaut

Die im Museums-Park präsentierte CFF 704.404 gehört zu einer kleinen Serie von Dampflokomotiven, die für Waldbahnen entwickelt wurde. Vom Modell „Anina II“ wurden lediglich sechs Stück produziert, alle im Jahr 1944.
Waldbahnen dienten dem Abtransport von geschlagenem Holz aus Nebentälern zu Sägewerken oder Bahnstationen, von wo aus es auf normalspurigen Bahnen weiter transportiert wurde.
In Rumänien, dem waldreichsten Land Europas mit entsprechend wichtiger Forstwirtschaft, gab es zahlreiche Waldbahnen. Dazu betrieb Rumänien mit der CFF (Căile Ferate Forestiere) eine spezielle staatliche Bahngesellschaft zu forstwirtschaftlichen Zwecken. Bis auf wenige Ausnahmen wurden Rumäniens Waldbahnen allerdings alle in den 1990er Jahren stillgelegt.
Die letzte 2023 noch regulär betriebene Waldbahn Rumäniens ist die seit 1932 fahrende Wassertalbahn ('Calea Ferată Forestieră Vişeu' bzw. „Mocăniţa de pe Valea Vaserului“). Ihre Strecke liegt im Norden Rumäniens in der Region Maramureș, beginnt am Sägewerk in Vișeu de Sus und führt bis nahe an die Ukraine. Der forstwirtschaftliche Betrieb erfolgt inzwischen in der Regel mit Dieselloks. Zu touristischen Zwecken fahren allerdings täglich (wieder) bis zu fünf Züge mit historischen Lokomotiven und Personen-Wagons. Seit 2010 ist die Wassertalbahn als rumänisches Kulturgut unter Schutz gestellt.

### CFU 14 – Industrielok, Modell „Siderurgică“

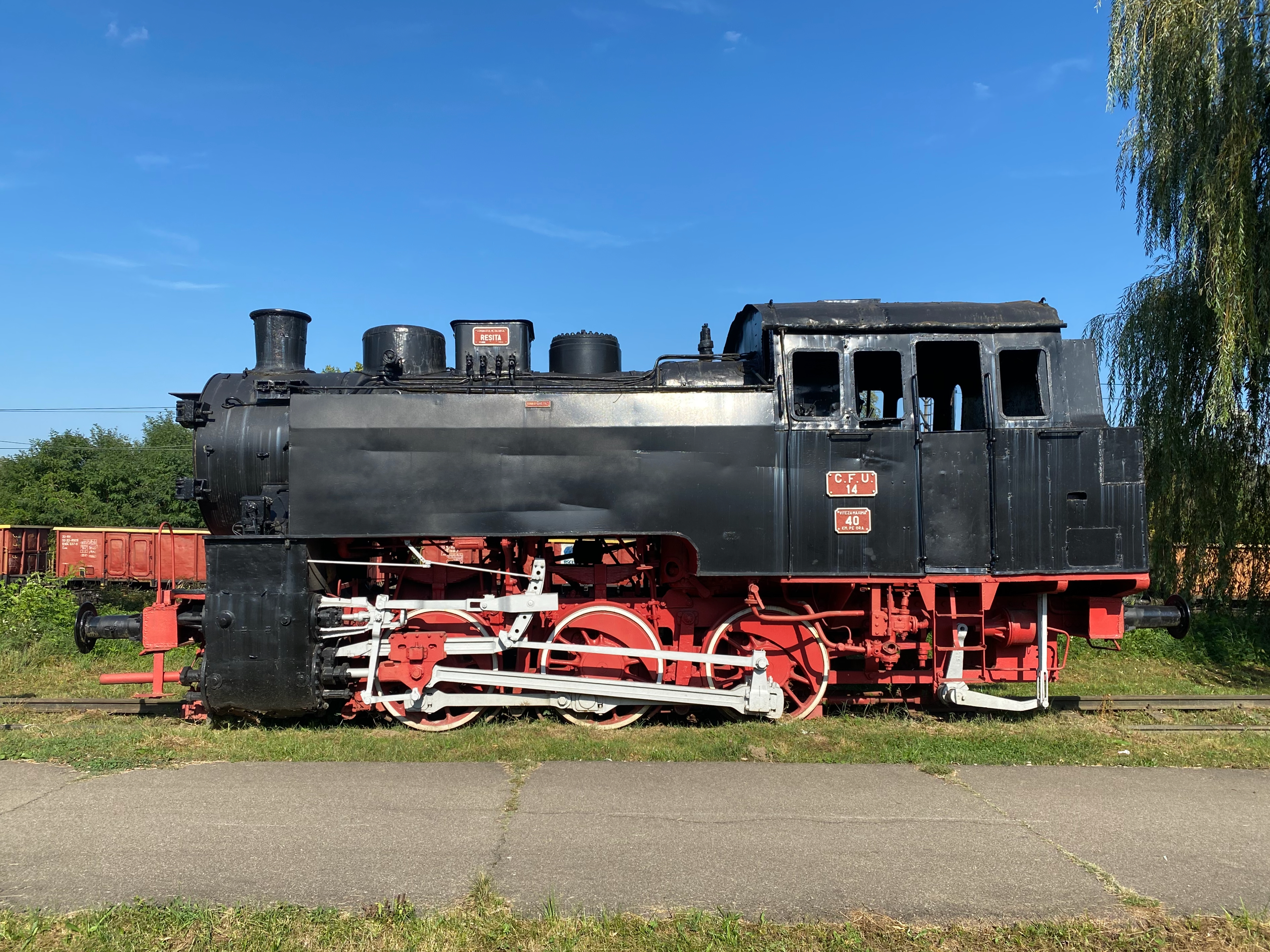
CFU 14 – Rumänische Industrielok

Die im Museum ausgestellte Lokomotive CFU 14 ist ein frühes Exemplar des Modells „Siderurgică“.
Diese Baureihe wurde 1953 als Werksbahn für Stahlwerke und andere Industriebetriebe und für das staatliche Industriebahnnetz CFU (Căile Ferate Uzinale = Industriebahnnetz) entwickelt, um schwere Züge in der Eisen- und Stahlproduktion zu ziehen.
Von 1954 bis 1961 baute das Kombinat Reșița insgesamt 145 der Loks.
Hauptabnehmer waren Rumäniens Stahlwerke, vor allem die in Hunedoara (47 Loks) und Reșița (36 Loks) aber auch diverse andere Industriebetriebe (35 Loks). Außerdem wurden einige Loks exportiert: 24 Loks im Jahr 1959 nach Nordkorea, 2 Loks mit spezieller Spurweite 948 mm im Jahr 1943 in die UdSSR sowie 1 Lok (Bau-Nr.: 3657) im Jahr 1960 in die DDR.

### CFU 28 / CFR 475.028 – Ungarische MÁV XIVa vom Staats- zum Werksdienst

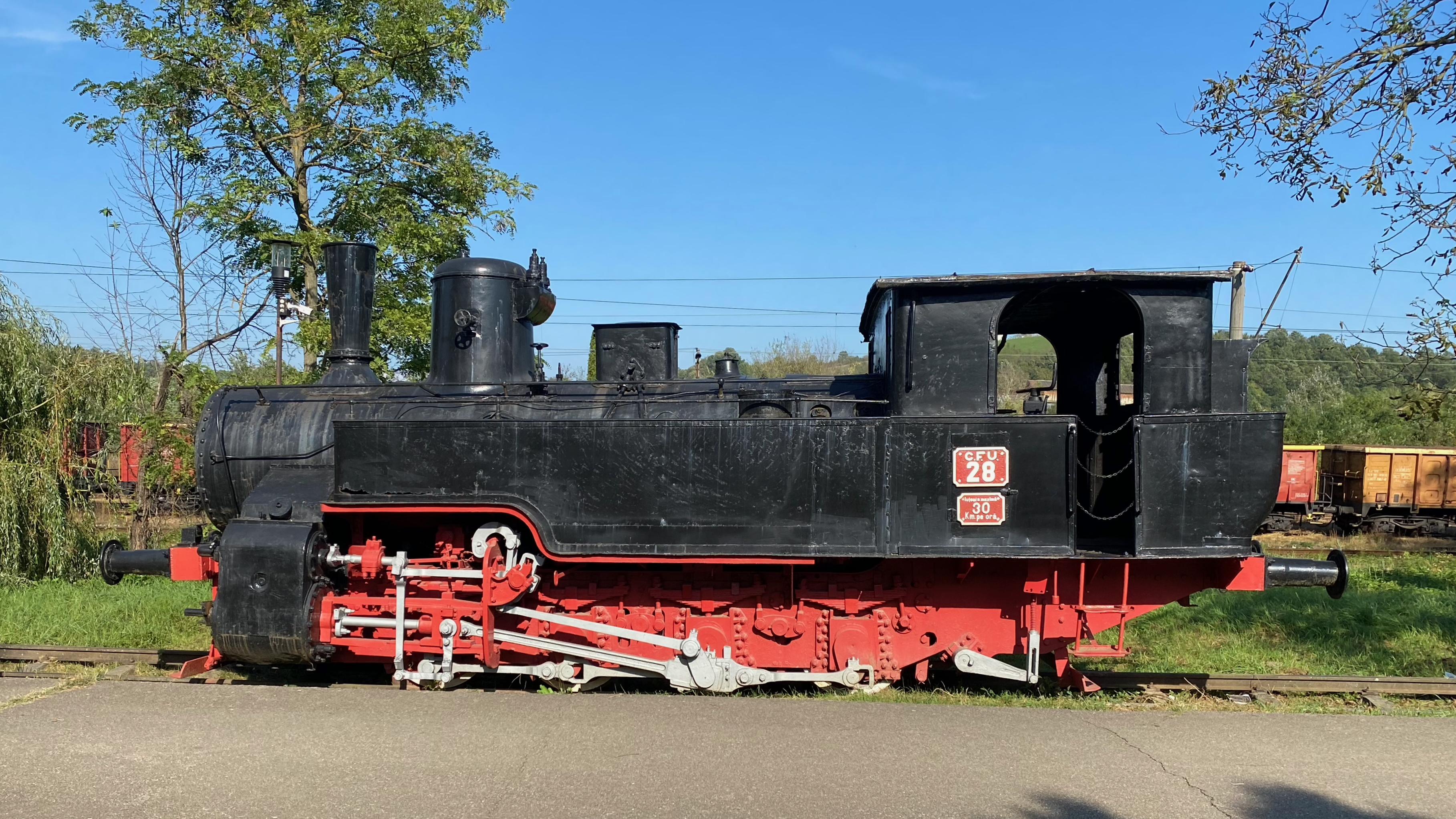
CFU 28 – Mehr als 60 Dienstjahre

Die ausgestellte Lokomotive CFU 28 wurde im Jahr 1900 in Budapest von MÁVAG gebaut. Sie gehört zur Serie MÁV XIVa (später MÁV 475), von der zwischen 1896 und 1909 insgesamt 41 Exemplare produziert wurden.
Die ersten acht gingen an die Lupeni-Petroșani-Eisenbahn und wurden dort für den schweren Kohlentransport eingesetzt. Im Jahr 1910 waren elf dieser Lokomotiven in Petroșani, eine in Simeria, eine in Sibiu und neun in Lugoj stationiert.
Die Lok hat eine Spurweite von 1435 Millimeter (Normalspur) und dabei einen Triebraddurchmesser von 950 Millimeter. Ihre Achsfolge ist D-n2vt (Angabe auf Infotafel des Museums: "Dt-n2vt"). Sie ist 8,86 Meter lang, hat ein Leergewicht von 31,85 Tonnen und wiegt betriebsbereit 40,25 Tonnen. Eine Kessel mit einem Betriebsdruck von 12 bar entwickelt mit zwei Zylindern eine Zugkraft von 60,33 kN und leistet maximal 592 PS. Ihre zulässige Höchstgeschwindigkeit wird vom Museum mit "initial 36 km/h" angegeben, die Plakette an der Lok selbst weist 30 km/h aus.
Die ausgestellte Lok lief zunächst unter der Kennung CFR 475.028, also bei der Haupt-Bahngesellschaft Rumäniens (CFR = Căile Ferate Române). Später diente sie als Werksbahn unter der Kennung CFU 28 bei der rumänischen Industriebahngesellschaft CFU (Căile Ferate Uzinale), einer Schwestergesellschaft der CFR. Außer Dienst gestellt wurde sie erst in den 1960er Jahren.

### CFU 29 – Industrielok aus rumänischer Kleinserie

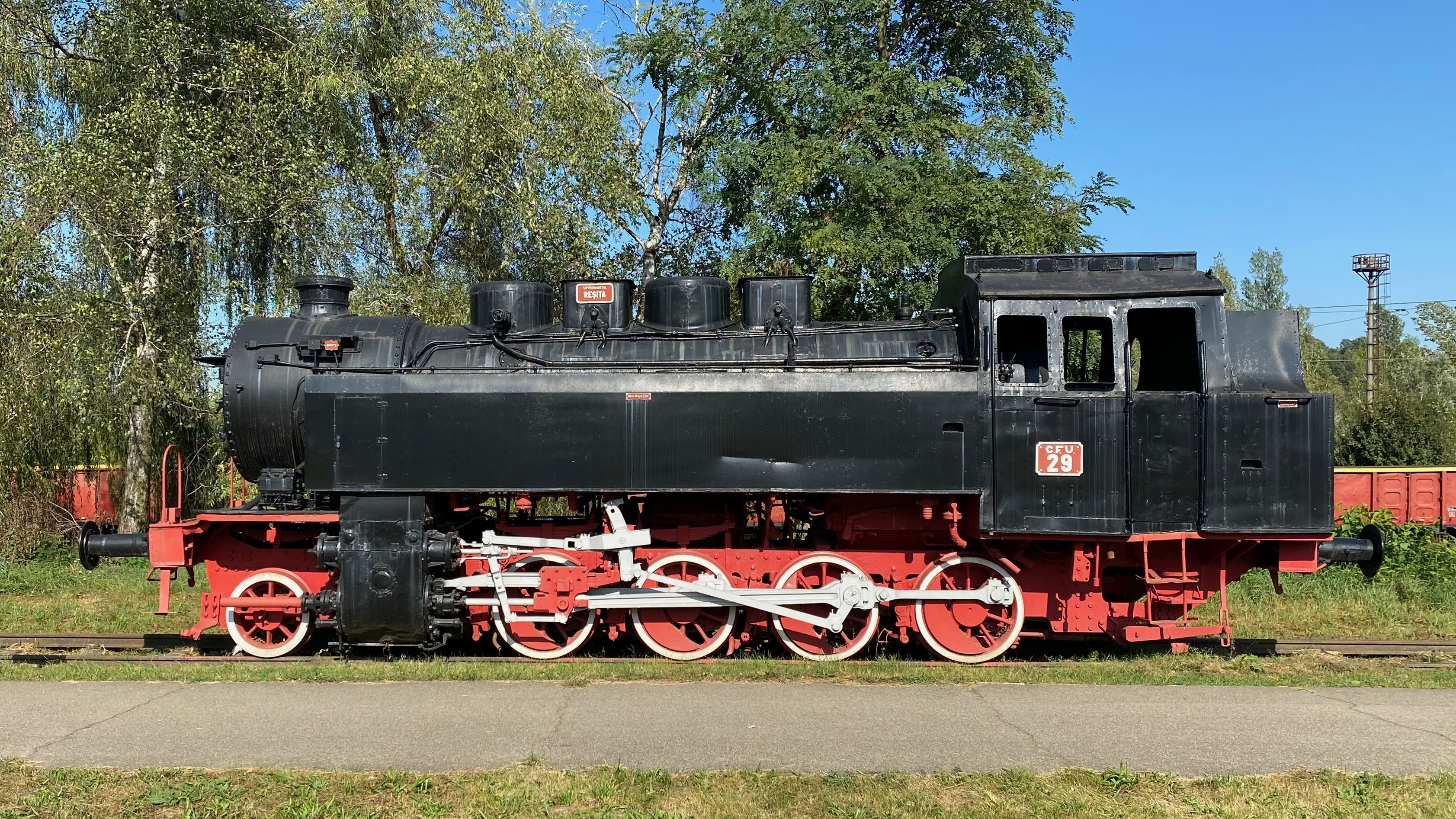
CFU 29 – Eine von nur sieben

Die ausgestellte Industrie- bzw. Werks-Lokomotive CFU 29 ist eine von nur sieben des in Reșița konstruierten und gebauten Typs „Siderurgica“. Sie wurde im Jahr 1952 produziert, hat eine Spurweite von 1435 Millimeter (Normalspur), die Achsfolge 1Dt-h2, eine Zugkraft von 9.200 kgf und eine zulässige Höchstgeschwindigkeit von 30 km/h. Sie ist 10,21 Meter lag, hat ein Leergewicht von 46 Tonnen und wiegt betriebsbereit 58,5 Tonnen.
Die CFU 29 gehört zu einer kleinen Serie von Transport-Lokomotiven, die für Stahlwerke und andere Industriebetriebe entwickelt wurde, um schwere Lasten zu transportieren und rangieren. Vom Modell „Siderurgica“ wurden lediglich sieben Stück produziert, alle im Jahr 1952.
Die CFU 30 (Reșița Bau-Nr. 1253/1952), also die Lok gleichen Typs, die unmittelbar nach der ausgestellten produziert wurde, war 1978 noch als Zechen-Lok in Anina im Betrieb. Die Kennung der ehemaligen CFU 30 war dort: IMA No. 4 (IMA = Întreprinderea Minieră Anina).

### CFR 50.025 – Österreichs 80er für Rumäniens enge Kurven

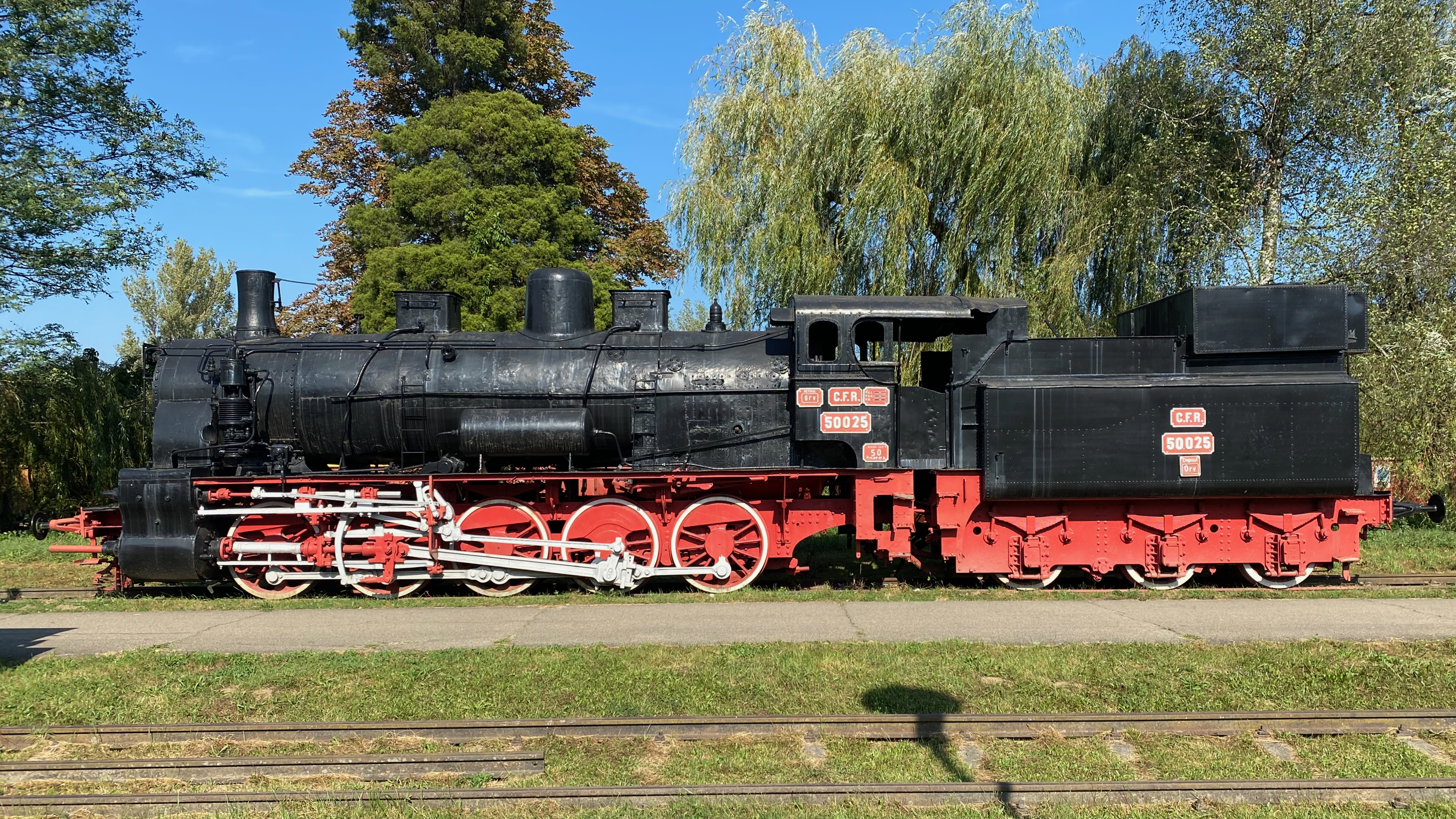
CFR 50.025 = Österreichs 80er

Die CFR 50.025 ist eine in Wien gebaute Güterzug-Lokomotive der rumänischen Bahn CFR aus der österreichischen 80er-Baureihe (kkStB 80).
Das Einsatzspektrum der österreichischen 80er ähnelt dem der zugekauften und nachgebauten deutschen G10 (rumänische 50.100) als universeller Güterzuglok: Ihre relativ geringen Achslasten erlauben den Einsatz auf Strecken mit schwächerem Unterbau, wie sie in Rumänien häufiger anzutreffen sind (insbesondere im Nordosten).
Allerdings war die 80er flexibler einsetzbar als die G10: Sie konnten engere Bögen ohne Geschwindigkeits-Einschränkungen befahren. Während die deutsche G10 Bögen mit einem Radius von 150–180 Metern nur mit 35 km/h vorwärts und 10 km/h rückwärts fahren konnte, bewältigte die Österreichische 80er Radien bis zu 100 m ohne Einschränkungen, also mit 50 km/h.
Von 1919 bis 1922 beschaffte Rumänien 80 Loks der Baureihe kkStB 80, die bei der CFR als Baureihe 50.000 (auch: 50.0) fuhren. Davon wurden 70 im Wiener StEG-Stammwerk und 10 in der Wiener Neustadt gebaut. Knapp die Hälfte der Lokomotiven war schon ab Werk mit Ölzusatzfeuerung ausgestattet. 16 Loks wurden zwecks Grenzverkehr mit der Sowjetunion auf die breitere russische Spurweite von 1524 mm umgespurt und bis 1979 eingesetzt.
Die meisten Loks fuhren auf den oft niedrigtragenden Strecken der Bukowina und Bessarabiens. Als die UdSSR dieses Gebiet mit dem Hitler-Stalin-Pakt annektierte, erbeuteten sie sieben Loks, von denen Rumänien bei der Rückeroberung 1941/42 nur drei zurückbekam. Die restlichen tauchten 1950/1951 in der Sowjetunion wieder auf.
Österreich musterte seine von 1909 bis 1922 gebauten 80er-Loks 1968 aus, Rumänien hielt seine bis 1981 (letzte Strecke: Oraviţa – Anina) im Fahrplan-Dienst und setzte sie teils noch in den 1990ern ein. Eine Schwesterlok (CFR 50.065) steht fuhr mindestens gelegentlich bis 2014 und steht seit 2019 ausgestellt in Oravița.

### CFR 230.128 – Lizenznachbau der „Preußischen P8“

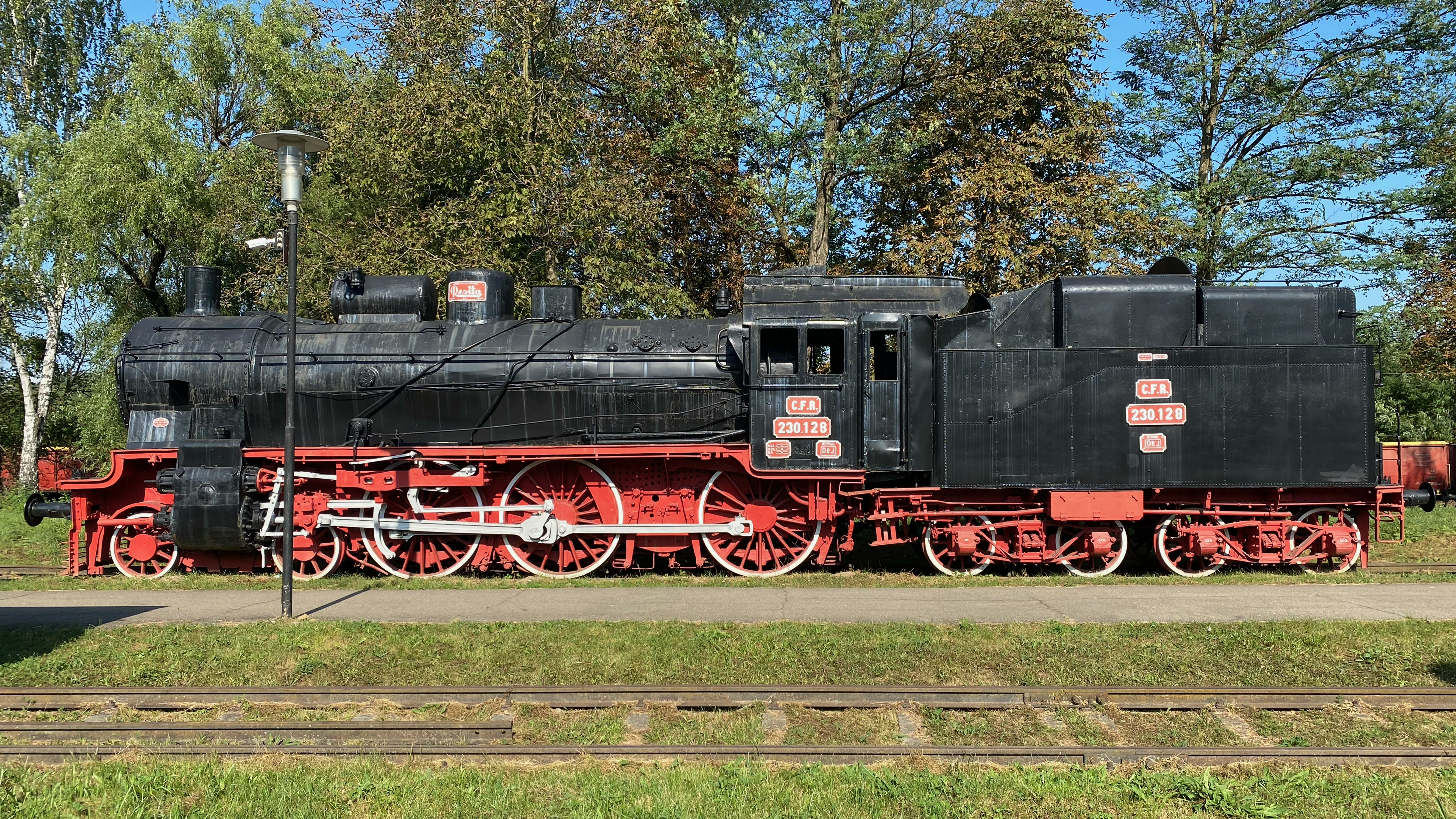
CFR 230.128 als Nachbau der P8

Die im Museum ausgestellte Personenzug-Lokomotive CFR 230.128 ist ein rumänischer Nachbau der „Preußischen P8“ aus dem Jahr 1936.
Die P8 gilt als sparsame und gleichzeitig robuste Dampflokomotive. Zudem stellt sie keine großen Ansprüche an das Können der Lokführer und Heizer. Deutschen Lokführern galt das „Mädchen für alles“ oft als beste Dampflok.
Konstruiert wurde die P8 im Jahr 1906 von der Berliner Maschinenbau AG (vormals Louis Schwartzkopff) nach Vorgaben des preußischen Lokomotiv-Dezernenten Robert Garbe.
Mit insgesamt 3946 gebauten Exemplaren ist die P8 eine der weltweit am häufigsten gebauten Personenzug-Loks. Deutschland baute von 1909 bis 1930 insgesamt 3716. Davon erhielt Rumänien 1918/19 erste 18 als Kriegsentschädigung, kaufte 1920 weitere 75 Loks und 1926 nochmals 18 Loks. Ab 1932 fertigte Rumänien die P8 als Lizenz-Nachbau in Bukarest bei Malaxa (91 Loks) und Reșița bei UDR (139 Loks). Insgesamt fuhren so bis zu 350 dieser Loks als rumänische CFR-Baureihe 230 bzw. CFR 230.000. Während in die P8 in der DDR 1972 und in der BRD 1974 ausgemustert wurde, war sie in Rumänien bis in die 1980er im Betrieb.
Ein Schwestermodell der ausgestellten Lok ist die CFR 230.516, eine P8 aus dem Jahr 1936. Sie gehört zum „Königlichen Zug“ („Trenul Regal“). Mit diesem exklusiven Luxus-Zug reisten Mitglieder der rumänischen Königsfamilie und später der Diktator Nicolae Ceaușescu, der ihn auch für Staatsbesuche nutzte. Anlässlich der 140-jährigen Jubiläums des rumänischen Lokomotivbaus besuchte der Königliche Zug im Jahr 2012 Reșița und wurde am Museum präsentiert.

### CFR 142.072 – Österreichs BBÖ 214 als Rumäniens stärkste Lok

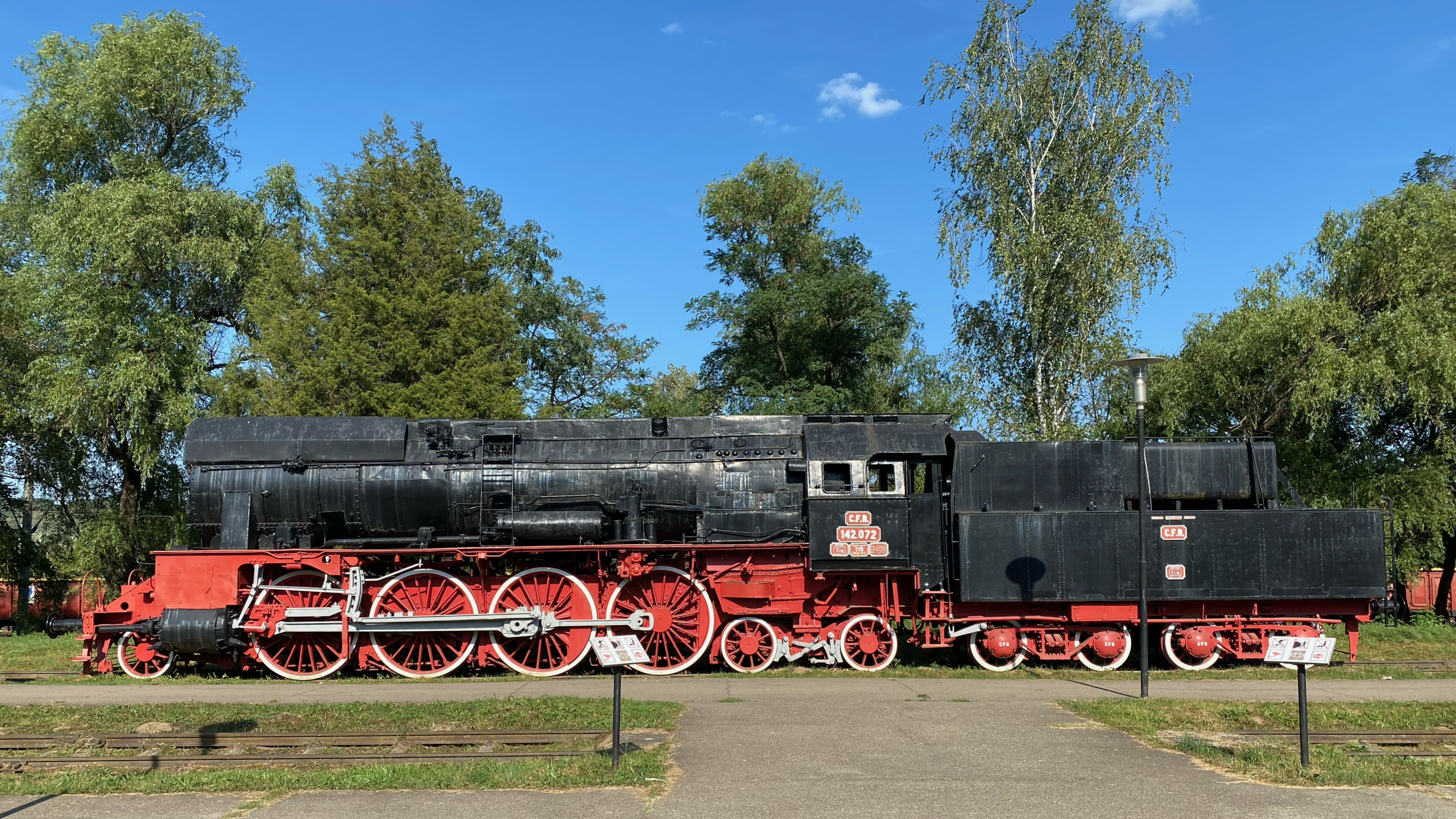
CFR 142.072 – Stärkste CFR-Lok

Die ausgestellte CFR 142.072 ist ein modifizierter Nachbau der Österreichischen Baureihe BBÖ 214.
Mit fast 3000 PS waren die 142er Loks die stärksten der CFR. Zusammen mit den 90 Loks der CFR-Baureihe 231 waren sie auch die schnellsten. Sie zogen 700-Tonnen-Züge mit 110 km/h. Von 1937 bis 40 wurden insgesamt 79 solche Lokomotiven in Lizenz gebaut, davon 37 in Reșița (bei UDR) und 42 in Bukarest (bei Malaxa). Wie üblich, waren auch diese Loks für Rumäniens Bahn CFR mit betriebsbedingten Adaptionen, v. a. einer Öl-Zusatzfeuerung versehen.
Österreich selbst baute allerdings nur 12 dieser Lokomotiven: Je 6 Loks im Jahr 1931 und im Jahr 1936. Denn die BBÖ 214 wurde lediglich deshalb entwickelt, weil der Vorstand der Österreichischen Bahn 1931 zwischenzeitlich die Einstellung der Elektrifizierung beschloss. Im Zuge dieser sehr umstrittenen Entscheidung beschaffte man für die Westbahn Dampfloks, die mit schweren Schnellzügen zwischen Wien und Salzburg gleichen Fahrzeiten erreichten, wie es mit elektrischen Loks möglich gewesen wäre.
Nachdem der Stopp aufgehoben und doch elektrifiziert wurde, wurden die starken, aber ineffizienten Dampfloks überflüssig und 1956 ausgemustert. In der Erwartung, für die teuer angeschafften und kaum 20 Jahre alten Dampflokomotiven noch Käufer in Nachbarländern zu finden, lagert man sie zunächst ein. Allerdings elektrifizierte auch das benachbarte Ausland seine Hauptstrecken und brauchte keine wenig effizienten Dampf-Schnellzugloks mehr. So wurden sie 1961/1962 verschrottet. In Rumänien hingegen fuhren sie weiter bis 1973.

### CFR 50.378/50.115 – Preußens G 10 als rumänische Universallok

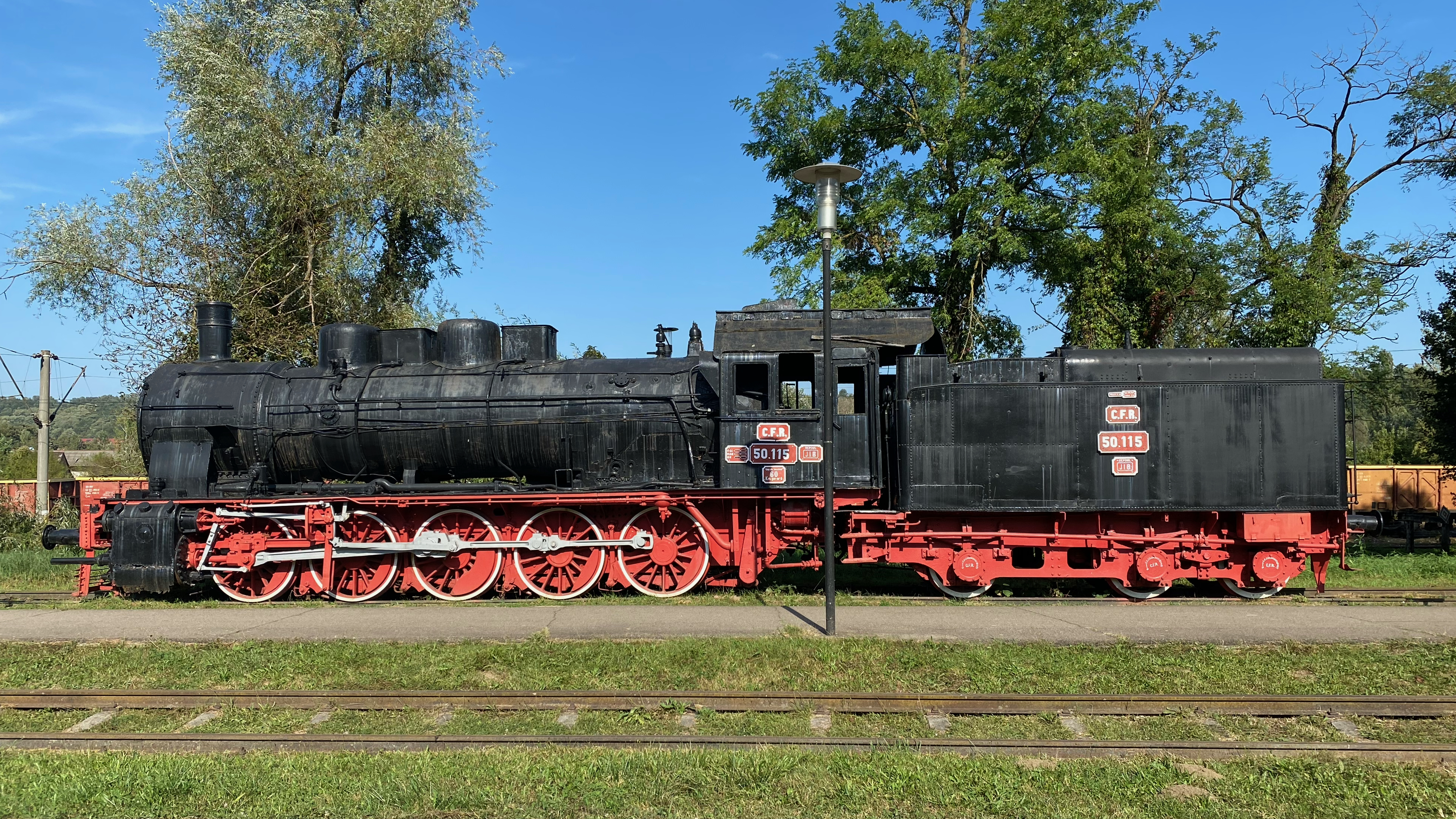
CFR 50.378/50.115 – G10-Nachbau

Die ausgestellte Lok mit den Kennzeichnungen CFR 50.378 (Stirnseite) und CFR 50.115 (Seite und Tender), ist ein Lizenz-Nachbau der deutschen Baureihe G 10 („Preußische G 10“). Sie wurde im Jahr 1930 bei UDR in Reșița produziert.

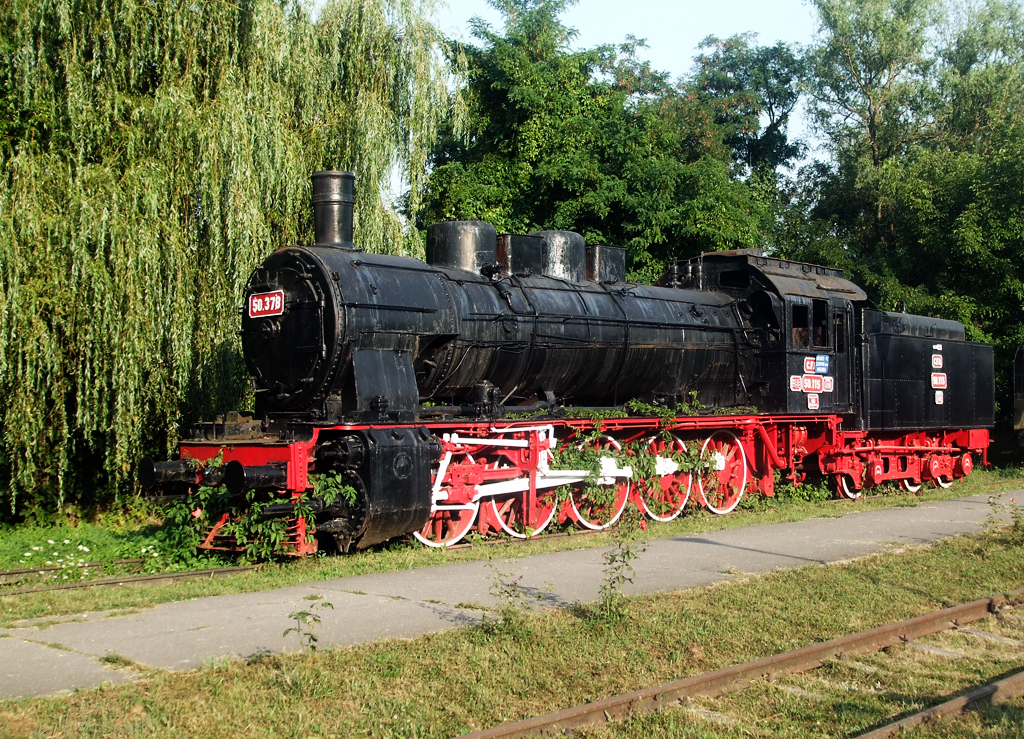
Zwei Kennungen: 50.378 + 50.115

Die ursprünglich als Güterzug-Lokomotive konzipierte G 10 ist mit mehr als 10.000 gebauten Exemplaren Europas meistgebaute Dampflok. Auch in Rumänien, wo zugekaufte und in Lizenz nachgebaute G 10 gemeinsam als rumänische Baureihe 50.100 fuhren, fuhren über 800 dieser Loks und damit mehr als von jeder anderen. Sie galten als Universalloks der Rumänischen Bahn CFR.
Durch niedrige Achslast und die Fähigkeit, enge Radien von 120 Meter zu fahren, war die G 10 bzw. 50.100 auch für oft niedrigtragende rumänische Nebenstrecken geeignet.
Von 1921 bis 1928 orderte Rumänien zunächst 231 neue G10 aus Deutschland. Weitere 42 Lokomotiven wurden gebraucht gekauft. 1926 begann der Lizenz-Nachbau der G10 als rumänische 50.100er. Bis 1944 baute UDR in Reșița 261 und Malaxa in Bukarest 259 Loks.
Für Rumänien erhielten die Loks eine kombinierte Kohle-Öl-Feuerung. Zehn 50.100er wurden mit Lentz-Ventilsteuerung ausgestattet, um mit 70 km/h als Personenzug-Lokomotiven und im Paketdienst zu dienen.
Nach dem II. Weltkrieg übernahm die CFR zwölf zurückgelassene G 10 Reichsbahn-Loks. Zu diesem Zeitpunkt erreichte der 50.100er-Bestand 804 Lokomotiven. Einige der CFR-Loks gingen aber an die Sowjetunion verloren, als diese Bessarabien besetzte. 1956 waren noch 645 Lokomotiven im CFR-Bestand.
Ausgemustert wurde die G10 in Österreich 1968 und in Deutschland 1970/72 (BRD/DDR). Auch in Rumänien wurden viele in den 1970ern stillgelegt, fuhren aber teils bis in die 1990er noch Rangierdienst.

### CFR 131.003 – Letzte rumänische Eigenentwicklung

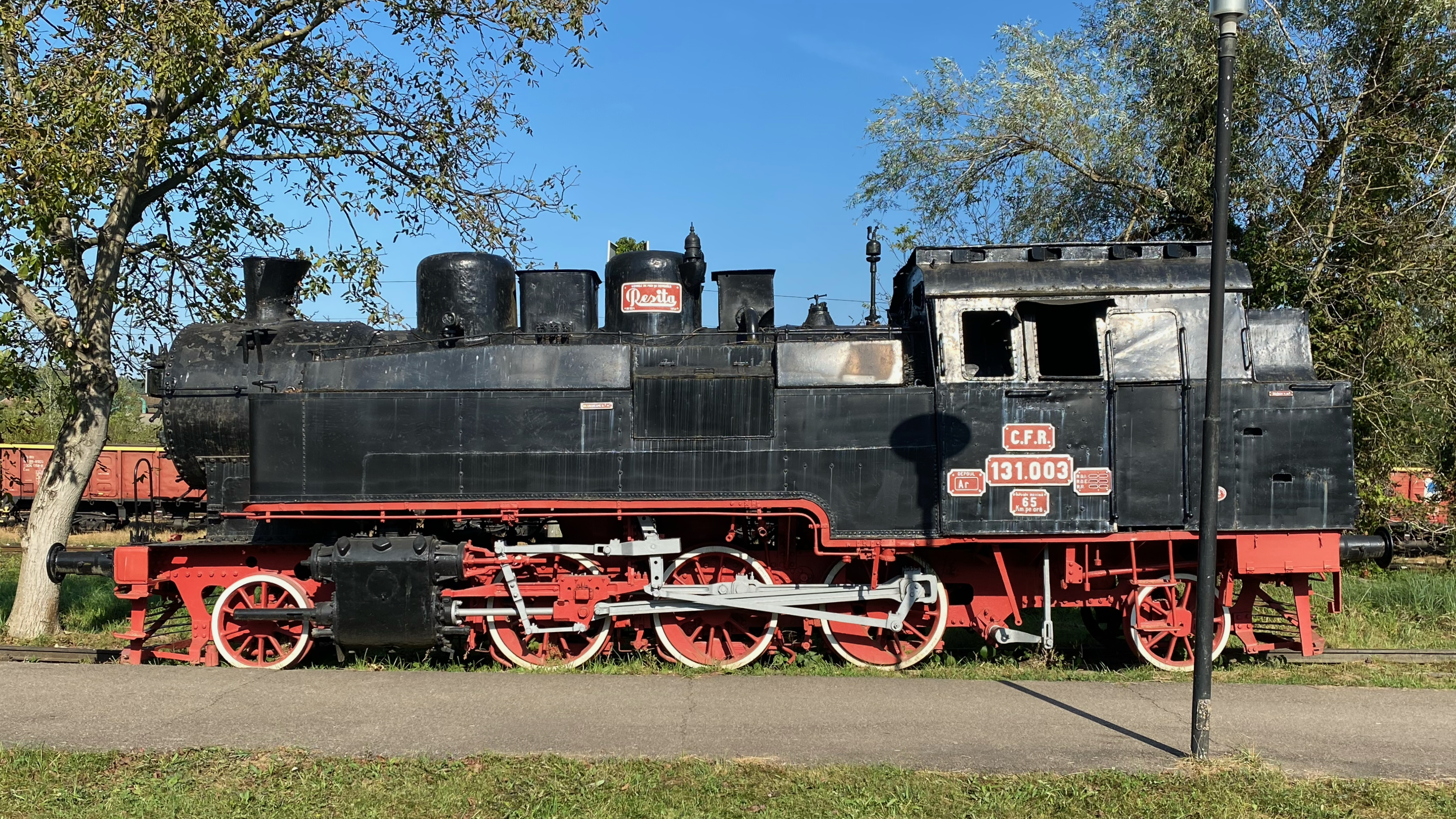
CFR 131.003 im Park-Museum

Die im Jahr 1949 gebaute Lok CFR 131.003 ist das dritte Exemplar der letzten in Rumänien selbst entwickelten Baureihe 131.
Ende der 1930er Jahre suchte die Rumänische Staatsbahn CFR Ersatz für ihre veralteten und leistungsschwachen Loks der MÁV-Reihen 375–377, die bis dato auf den steigungs- und kurvenreichen Strecken des Banat im Einsatz waren. Die neuen Lokomotiven sollten gleichermaßen sowohl für den Reisezug- als auch Güterzugdienst auf teils niedrig tragenden Strecken mit engen Kurvenradien geeignet sein. Dazu wurde in Kooperation mit der Lokomotivenfabrik Reșița (UDR) eine Studie durchgeführt und ein Prototyp entwickelt.
Die gelungene Konstruktion ist mit nur 12 Tonnen Achslast gut für niedrigtragende Strecken geeignet. Mit einer Leistung etwa 630 PS erreicht die Lokomotive eine Höchstgeschwindigkeit von 65 km/h – und zwar vorwärts wie rückwärts. Sie kommt also ohne Drehscheiben aus, die auf Nebenstrecken oft nicht vorhanden sind. Ihre Zugkraft von 9260 kgf ist groß genug, um Züge von 455 Tonnen auf Strecken mit 10 Promille Steigung noch mit 25 km/h zu ziehen.
Von 1939 bis 1942 wurden 67 dieser Loks gebaut, ausschließlich in Reșița bei UDR. Im Rahmen der ab 1953 durchgeführten ersten Generalüberholungen wurden Ölzusatzfeuerungen nachgerüstet. Die Öltanks wurden dabei auf den seitlichen Wassertanks montiert, damit der Tender weiterhin uneingeschränkt Kohle fassen konnte. Ab 1976 wurden die Loks bei der CFR von Dieselloks abgelöst, fuhren aber als Werksloks bis in die 1990er weiter.

### CFR 150.038 – Lizenznachbau der deutschen DR 50

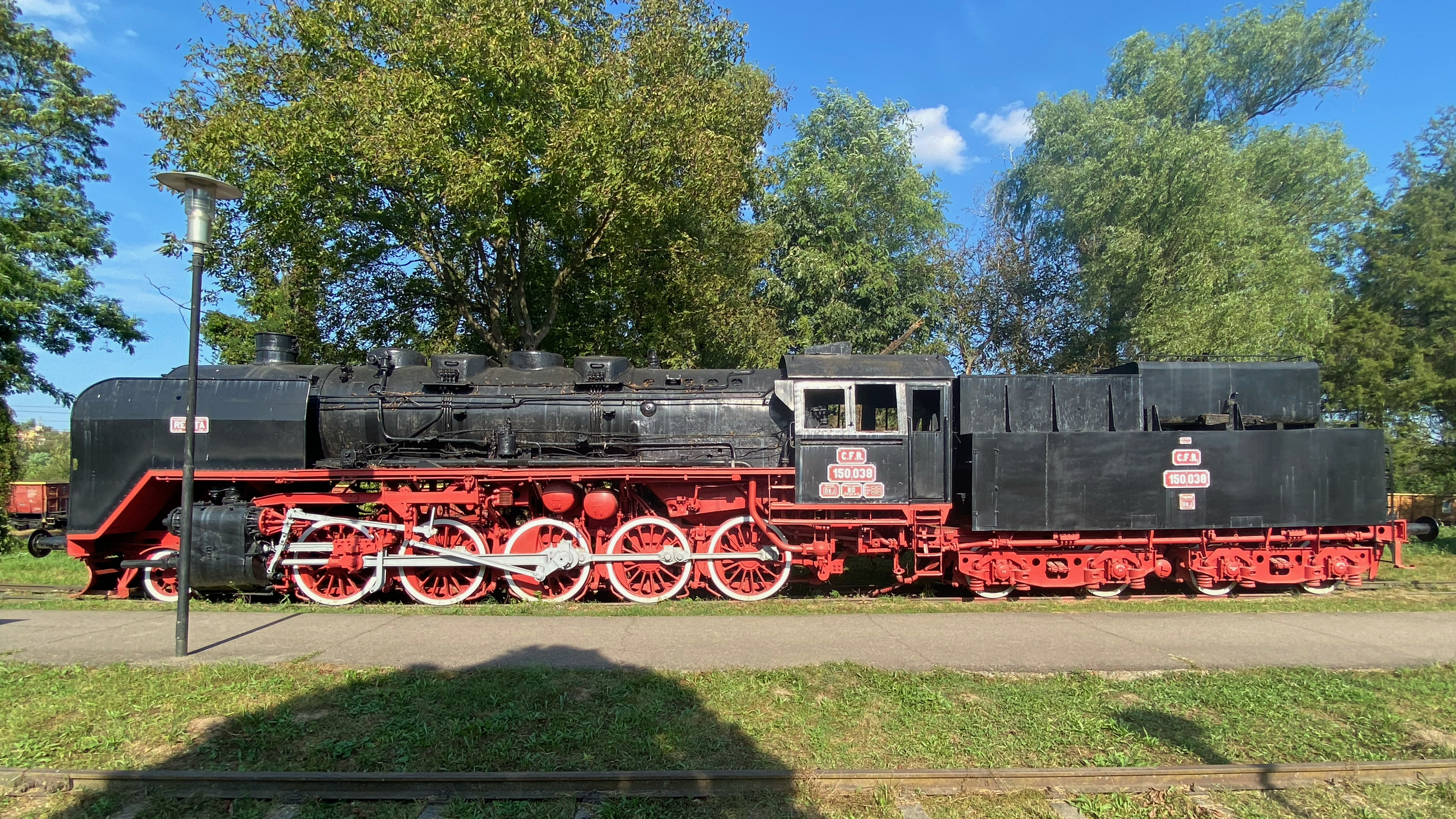
CFR 150.038 – Nachbau der DR 50

Die im Museums ausgestellte Lok CFR 150.038 aus dem Jahr 1955 ist ein rumänischer Nachbau der deutschen Baureihe DR 50. Die rumänischen 150er waren der modernsten Dampfloktyp der rumänischen Bahn CFR.
Die Vorlage der rumänischen 150er, die deutsche Baureihe DR 50, gilt als beste und erfolgreichste Konstruktion der Reichsbahn und wurde zur Universalgattung der Dampflokomotiven-Ära. Die DR 50 wurde im Rahmen der deutschen Kriegsvorbereitung als Einheits-Güterzug-Lok entwickelt, um schrittweise die veralteten Länderbahn-Loks auf allen Nebenbahnen abzulösen. Um ohne die vielerorts nicht vorhandenen oder für lange Loks zu kurzen Drehscheiben auszukommen, konnte die DR 50 vorwärts wie rückwärts 80 km/h erreichen. Ihre niedrige Achslast macht sie auch auf Strecken mit schwachem Unter/Oberbau einsetzbar.
Bis Kriegsende 1945 baute Deutschland 3.164 solcher Loks. Während des Krieges allerdings in Bauweise und Ausstattung vereinfacht und ab 1942 ausschließlich als Übergangskriegslokomotive.
Von 1946 bis 1961 baute das Metall-Kombinat Reșița (Combinatul Metalurgic Reșița) insgesamt 261 solche Loks in Lizenz. Sie fuhren in Rumänien als Baureihe 150 und waren für rumänische Gegebenheiten modifiziert. Unter anderem mit Zusatzölfeuerung und Öl/Kohle-Tendern, weil in Rumänien nur minderwärtigerer Kohle, aber im eigenen Land gefördertes Öl verfügbar war. Weitere 17 Loks der Baureihe DR 50 bekam Rumänien zwischen 1946 und 1963 aus der Sowjetunion.
40 Loks der Baureihe 150 exportierte Rumänien 1958 nach China, wo sie 1959 die neue Baureihenbezeichnung DK5 erhielten. Einige Loks wurden auch nach Nordkorea exportiert.